# Lijst van afleveringen van PAW Patrol
Dit is een lijst van afleveringen van de Amerikaans-Canadese televisieserie PAW Patrol.

## Seizoenen
| Seizoen | Seizoen | Afleveringen | Originele uitzenddatum                                        | Originele uitzenddatum                                        |
| Seizoen | Seizoen | Afleveringen | Première                                                      | Finale                                                        |
| ------- | ------- | ------------ | ------------------------------------------------------------- | ------------------------------------------------------------- |
|         | 1       | 26           | 12 augustus 2013 (Verenigde Staten) 27 augustus 2013 (Canada) | 18 augustus 2014 (Verenigde Staten) 2 augustus 2014 (Canada)  |
|         | 2       | 26           | 13 augustus 2014 (Verenigde Staten) 27 augustus 2014 (Canada) | 4 december 2015 (Verenigde Staten) 16 september 2015 (Canada) |
|         | 3       | 26           | 20 november 2015 (Verenigde Staten) 28 november 2015 (Canada) | 26 januari 2017 (Verenigde Staten) 14 januari 2017 (Canada)   |
|         | 4       | 26           | 6 februari 2017 (Verenigde Staten) 4 maart 2017 (Canada)      | 6 maart 2018 (Verenigde Staten) 17 februari 2018 (Canada)     |
|         | 5       | 26           | 6 februari 2018 (Verenigde Staten) 30 juni 2018 (Canada)      | 25 januari 2019 (Verenigde Staten) 9 maart 2019 (Canada)      |
|         | 6       | 26           | 22 februari 2019 (Verenigde Staten) 18 mei 2019 (Canada)      | 23 juli 2021 (Verenigde Staten) 22 februari 2020 (Canada)     |
|         | 7       | 26           | 27 maart 2020 (Verenigde Staten) 2 mei 2020 (Canada)          | 7 mei 2021 (Verenigde Staten) 10 april 2021 (Canada)          |
|         | 8       | 26           | 2 april 2021 (Verenigde Staten) 15 mei 2021 (Canada)          | 21 april 2023 (Verenigde Staten) 20 mei 2022 (Canada)         |
|         | 9       | 26           | 25 maart 2022 (Verenigde Staten) 14 mei 2022 (Canada)         | 31 juli 2023 (Verenigde Staten) 22 april 2023 (Canada)        |
|         | 10      | 26           | 10 juli 2023 (Verenigde Staten) 27 mei 2023 (Canada)          |                                                               |

## Afleveringen

### Seizoen 1 (2013–2014)
| Nr.      | Nr.        | Titel (Nederlandse titel)                                                  | Regisseur     | Schrijver(s)            | Uitzenddatum      | Uitzenddatum      | Productiecode |
| In serie | In seizoen | Titel (Nederlandse titel)                                                  | Regisseur     | Schrijver(s)            | Verenigde Staten  | Canada            | Productiecode |
| -------- | ---------- | -------------------------------------------------------------------------- | ------------- | ----------------------- | ----------------- | ----------------- | ------------- |
| 1a       | 1a         | Pups Make a Splash Puppy's plonzen                                         | Jamie Whitney | Scott Kraft             | 14 november 2013  | 27 augustus 2013  | 101           |
| 1b       | 1b         | Pups Fall Festival Puppy's herfstfestival                                  | Jamie Whitney | Kim Duran               | 14 november 2013  | 27 augustus 2013  | 101           |
| 2a       | 2a         | Pups Save the Sea Turtles Pups redden de zeeschildpadden                   | Jamie Whitney | Ursula Ziegler-Sullivan | 20 augustus 2013  | 27 augustus 2013  | 102           |
| 2b       | 2b         | Pups and the Very Big Baby Pups en de hele grote baby                      | Jamie Whitney | Ursula Ziegler-Sullivan | 20 augustus 2013  | 27 augustus 2013  | 102           |
| 3a       | 3a         | Pups and the Kitty-tastrophe Pups en de kat-a-strofe                       | Jamie Whitney | Ursula Ziegler-Sullivan | 12 augustus 2013  | 30 augustus 2013  | 103           |
| 3b       | 3b         | Pups Save a Train Pups redden een trein                                    | Jamie Whitney | Franklin Young          | 12 augustus 2013  | 30 augustus 2013  | 103           |
| 4a       | 4a         | Pup Pup Boogie                                                             | Jamie Whitney | Ursula Ziegler-Sullivan | 19 augustus 2013  | 5 september 2013  | 104           |
| 4b       | 4b         | Pups in a Fog Puppy's in de mist                                           | Jamie Whitney | Carolyn Hay             | 19 augustus 2013  | 5 september 2013  | 104           |
| 5a       | 5a         | Pup Pup Goose Puppy's en ganzen                                            | Jamie Whitney | Ursula Ziegler-Sullivan | 22 augustus 2013  | 6 september 2013  | 105           |
| 5b       | 5b         | Pup Pup and Away Pup pup en de lucht in                                    | Jamie Whitney | Kim Duran               | 22 augustus 2013  | 6 september 2013  | 105           |
| 6a       | 6a         | Pups on Ice Pups in de sneeuw                                              | Jamie Whitney | Franklin Young          | 8 januari 2014    | 9 september 2013  | 106           |
| 6b       | 6b         | Pups and the Snow Monster Pups en het sneeuwmonster                        | Jamie Whitney | Ursula Ziegler-Sullivan | 8 januari 2014    | 9 september 2013  | 106           |
| 7a       | 7a         | Pups Save the Circus Pups redden het circus                                | Jamie Whitney | Carolyn Hay             | 21 augustus 2013  | 10 september 2013 | 107           |
| 7b       | 7b         | Pup A Doodle Do Pup a doedel dee                                           | Jamie Whitney | Ursula Ziegler-Sullivan | 21 augustus 2013  | 10 september 2013 | 107           |
| 8a       | 8a         | Pups Pit Crew Puppy pitstop                                                | Jamie Whitney | Franklin Young          | 26 augustus 2013  | 11 september 2013 | 108           |
| 8b       | 8b         | Pups Fight Fire Brandweerpups                                              | Jamie Whitney | Kim Duran               | 26 augustus 2013  | 11 september 2013 | 108           |
| 9a       | 9a         | Pups Save the Treats Pups redden hun beloning                              | Jamie Whitney | Ursula Ziegler-Sullivan | 30 september 2013 | 12 september 2013 | 109           |
| 9b       | 9b         | Pups Get a Lift Liftende pups                                              | Jamie Whitney | Kim Duran               | 30 september 2013 | 12 september 2013 | 109           |
| 10       | 10         | Pups and the Ghost Pirate Pups en de spookpiraat                           | Jamie Whitney | Ursula Ziegler-Sullivan | 23 oktober 2013   | 13 september 2013 | 110           |
| 11       | 11         | Pups Save Christmas Pups redden Kerstmis                                   | Jamie Whitney | Ursula Ziegler-Sullivan | 12 december 2013  | 24 december 2013  | 111           |
| 12a      | 12a        | Pups Get a Rubble Pups krijgen een Rubble                                  | Jamie Whitney | Carolyn Hay             | 18 september 2013 | 17 september 2013 | 112           |
| 12b      | 12b        | Pups Save a Walrus Pups redden een walvis                                  | Jamie Whitney | Scott Albert            | 18 september 2013 | 17 september 2013 | 112           |
| 13a      | 13a        | Pups Save the Bunnies Pups redden de konijntjes                            | Jamie Whitney | Ursula Ziegler-Sullivan | 28 augustus 2013  | 18 september 2013 | 113           |
| 13b      | 13b        | Pup-tacular Pup-taculair                                                   | Jamie Whitney | Kim Duran               | 28 augustus 2013  | 18 september 2013 | 113           |
| 14a      | 14a        | Pups Save the Bay Pups redden de baai                                      | Jamie Whitney | Ursula Ziegler-Sullivan | 16 september 2013 | 21 oktober 2013   | 114           |
| 14b      | 14b        | Pups Save a Goodway Pups redden een Goodway                                | Jamie Whitney | Simon Nicholson         | 16 september 2013 | 21 oktober 2013   | 114           |
| 15a      | 15a        | Pups Save a Hoedown Pups redden een cowboyfeest                            | Jamie Whitney | Sheila Dinsmore         | 2 oktober 2013    | 28 oktober 2013   | 115           |
| 15b      | 15b        | Pups Save Alex Pups redden Alex                                            | Jamie Whitney | Scott Albert            | 2 oktober 2013    | 28 oktober 2013   | 115           |
| 16a      | 16a        | Pups Save a School Day Pups redden een schooldag                           | Jamie Whitney | Ursula Ziegler-Sullivan | 11 november 2013  | 29 oktober 2013   | 116           |
| 16b      | 16b        | Pups Turn on the Lights Pups doen het licht aan                            | Jamie Whitney | Scott Albert            | 11 november 2013  | 29 oktober 2013   | 116           |
| 17a      | 17a        | Pups Save a Pool Day Pups redden een zwemdag                               | Jamie Whitney | John Van Bruggen        | 13 november 2013  | 30 oktober 2013   | 117           |
| 17b      | 17b        | Circus Pup-formers Circus pupformers                                       | Jamie Whitney | Kim Duran               | 13 november 2013  | 30 oktober 2013   | 117           |
| 18       | 18         | Pups Save the Easter Egg Hunt Pups redden de paaseieren                    | Jamie Whitney | Ursula Ziegler-Sullivan | 14 april 2014     | 19 april 2014     | 118           |
| 19a      | 19a        | Pups Save a Super Pup Pups redden een superpup                             | Jamie Whitney | Kim Duran               | 10 januari 2014   | 2 augustus 2014   | 119           |
| 19b      | 19b        | Pups Save Ryder's Robot Pups redden de robot van Ryder                     | Jamie Whitney | Scott Albert            | 10 januari 2014   | 2 augustus 2014   | 119           |
| 20a      | 20a        | Pups Go All Monkey Pups redden een aap en een bus                          | Jamie Whitney | Scott Albert            | 5 maart 2014      | 8 februari 2014   | 120           |
| 20b      | 20b        | Pups Save a Hoot Pups redden een uil                                       | Jamie Whitney | Simon Nicholson         | 5 maart 2014      | 8 februari 2014   | 120           |
| 21a      | 21a        | Pups Save a Bat Pups redden een vleermuis                                  | Jamie Whitney | Kim Duran               | 7 maart 2014      | 15 februari 2014  | 121           |
| 21b      | 21b        | Pups Save a Toof Pups redden tanden en kiefen                              | Jamie Whitney | Ursula Ziegler-Sullivan | 7 maart 2014      | 15 februari 2014  | 121           |
| 22a      | 22a        | Pups Save the Camping Trip De pups redden de kampeertrip                   | Jamie Whitney | Ursula Ziegler-Sullivan | 22 mei 2014       | 22 februari 2014  | 122           |
| 22b      | 22b        | Pups and the Trouble with Turtles De pups schieten de schildpadden te hulp | Jamie Whitney | Franklin Young          | 22 mei 2014       | 22 februari 2014  | 122           |
| 23a      | 23a        | Pups and the Beanstalk De pups en de bonenstaak                            | Jamie Whitney | Kim Duran               | 20 mei 2014       | 1 maart 2014      | 123           |
| 23b      | 23b        | Pups Save the Turbots De pups redden de neefjes Turbot                     | Jamie Whitney | Ursula Ziegler-Sullivan | 20 mei 2014       | 1 maart 2014      | 123           |
| 24a      | 24a        | Pups and the Lighthouse Boogie De pups en de dans in de vuurtoren          | Jamie Whitney | Ursula Ziegler-Sullivan | 6 mei 2014        | 8 maart 2014      | 124           |
| 24b      | 24b        | Pups Save Ryder De pups redden Ryder                                       | Jamie Whitney | Scott Albert            | 6 mei 2014        | 8 maart 2014      | 124           |
| 25a      | 25a        | Pups Great Race De grote puprace                                           | Jamie Whitney | Kim Duran               | 8 mei 2014        | 15 maart 2014     | 125           |
| 25b      | 25b        | Pups Take the Cake Pups bakken een taart                                   | Jamie Whitney | Kim Duran               | 8 mei 2014        | 15 maart 2014     | 125           |
| 26       | 26         | Pups and the Pirate Treasure Pups en de piratenschat                       | Jamie Whitney | Ursula Ziegler-Sullivan | 18 augustus 2014  | 22 maart 2014     | 126           |

### Seizoen 2 (2014–2015)
| Nr.      | Nr.        | Titel (Nederlandse titel)                                                | Regisseur     | Schrijver(s)            | Uitzenddatum      | Uitzenddatum      | Productiecode |
| In serie | In seizoen | Titel (Nederlandse titel)                                                | Regisseur     | Schrijver(s)            | Verenigde Staten  | Canada            | Productiecode |
| -------- | ---------- | ------------------------------------------------------------------------ | ------------- | ----------------------- | ----------------- | ----------------- | ------------- |
| 27a      | 1a         | Pups Save the Penguins De pups redden de pinguïns                        | Jamie Whitney | Ursula Ziegler-Sullivan | 22 augustus 2014  | 27 augustus 2014  | 201           |
| 27b      | 1b         | Pups Save a Dolphin Pup De pups redden een dolfijnenjong                 | Jamie Whitney | Kim Duran               | 22 augustus 2014  | 27 augustus 2014  | 201           |
| 28a      | 2a         | Pups Save the Space Alien De pups redden een ruimtewezen                 | Jamie Whitney | Ursula Ziegler-Sullivan | 13 augustus 2014  | 29 augustus 2014  | 202           |
| 28b      | 2b         | Pups Save a Flying Frog De pups redden een vliegende kikker              | Jamie Whitney | Kim Duran               | 13 augustus 2014  | 29 augustus 2014  | 202           |
| 29a      | 3a         | Pups Save Jake Pups redden Jake                                          | Jamie Whitney | Kacey Arnold            | 16 september 2014 | 27 augustus 2014  | 203           |
| 29b      | 3b         | Pups Save the Parade Pups redden de parade                               | Jamie Whitney | Amy Keating Rogers      | 16 september 2014 | 27 augustus 2014  | 203           |
| 30a      | 4a         | Pups Save the Diving Bell De pups redden de duikerklok                   | Jamie Whitney | Ursula Ziegler-Sullivan | 17 september 2014 | 4 oktober 2014    | 204           |
| 30b      | 4b         | Pups Save the Beavers De pups redden de bevers                           | Jamie Whitney | Scott Albert            | 17 september 2014 | 4 oktober 2014    | 204           |
| 31a      | 5a         | Pups Save a Ghost De pups redden een spook                               | Jamie Whitney | Ursula Ziegler-Sullivan | 20 oktober 2014   | 22 november 2014  | 205           |
| 31b      | 5b         | Pups Save a Show De pups redden de show                                  | Jamie Whitney | Kim Duran               | 20 oktober 2014   | 22 november 2014  | 205           |
| 32       | 6          | The New Pup De nieuwe pup                                                | Jamie Whitney | Ursula Ziegler-Sullivan | 14 november 2014  | 18 oktober 2014   | 206           |
| 33a      | 7a         | Pups Jungle Trouble Problemen in de jungle                               | Jamie Whitney | Kacey Arnold            | 18 november 2014  | 15 november 2014  | 207           |
| 33b      | 7b         | Pups Save a Herd De pups redden een kudde                                | Jamie Whitney | Kim Duran               | 18 november 2014  | 15 november 2014  | 207           |
| 34a      | 8a         | Pups and the Big Freeze De pups en de strenge vorst                      | Jamie Whitney | Franklin Young          | 20 november 2014  | 11 februari 2015  | 208           |
| 34b      | 8b         | Pups Save a Basketball Game De pups redden een basketbalwedstrijd        | Jamie Whitney | Kim Duran               | 20 november 2014  | 11 februari 2015  | 208           |
| 35a      | 9a         | Pups Save an Ace De pups redden Ace                                      | Jamie Whitney | Kim Duran               | 22 oktober 2014   | 8 november 2014   | 209           |
| 35b      | 9b         | Pups Save a Wedding De pups redden een bruiloft                          | Jamie Whitney | Ursula Ziegler-Sullivan | 22 oktober 2014   | 8 november 2014   | 209           |
| 36a      | 10a        | Pups Save a Talent Show De pups redden een talentenjacht                 | Jamie Whitney | Ursula Ziegler-Sullivan | 6 januari 2015    | 13 februari 2015  | 210           |
| 36b      | 10b        | Pups Save the Corn Roast De pups redden de barbecue                      | Jamie Whitney | Amy Keating Rogers      | 6 januari 2015    | 13 februari 2015  | 210           |
| 37a      | 11a        | Pups Leave Marshall Home Alone Marshall blijft alleen thuis              | Jamie Whitney | Ursula Ziegler-Sullivan | 8 januari 2015    | 7 februari 2015   | 211           |
| 37b      | 11b        | Pups Save the Deer De pups redden de herten                              | Jamie Whitney | Amy Keating Rogers      | 8 januari 2015    | 7 februari 2015   | 211           |
| 38a      | 12a        | Pups Save the Parrot De pups redden de papegaai                          | Jamie Whitney | Scott Albert            | 2 maart 2015      | 14 februari 2015  | 212           |
| 38b      | 12b        | Pups Save the Queen Bee De pups redden de bijen                          | Jamie Whitney | Ursula Ziegler-Sullivan | 2 maart 2015      | 14 februari 2015  | 212           |
| 39       | 13         | Pups Save a Mer-pup De pups redden een meerpup                           | Jamie Whitney | Amy Keating Rogers      | 20 maart 2015     | 18 februari 2015  | 213           |
| 40a      | 14a        | Pups Save an Elephant Family De pups redden een olifantenfamilie         | Jamie Whitney | Elizabeth Keyishian     | 6 maart 2015      | 19 februari 2015  | 214           |
| 40b      | 14b        | Pups and the Mischievous Kittens De pups en de ondeugende kittens        | Jamie Whitney | Ursula Ziegler-Sullivan | 6 maart 2015      | 19 februari 2015  | 214           |
| 41a      | 15a        | Pups Save a Friend De pups redden een vriend                             | Jamie Whitney | Kim Duran               | 13 februari 2015  | 7 maart 2015      | 215           |
| 41b      | 15b        | Pups Save a Stowaway De pups redden een verstekeling                     | Jamie Whitney | Scott Albert            | 13 februari 2015  | 7 maart 2015      | 215           |
| 42a      | 16a        | Pups' Adventures in Babysitting De pups en hun babysit-avonturen         | Jamie Whitney | Ursula Ziegler-Sullivan | 4 maart 2015      | 14 maart 2015     | 216           |
| 42b      | 16b        | Pups Save the Fireworks De pups redden het vuurwerk                      | Jamie Whitney | Kim Duran               | 4 maart 2015      | 14 maart 2015     | 216           |
| 43a      | 17a        | Pups Save a Sniffle De pups en het gesnotter                             | Jamie Whitney | Ursula Ziegler-Sullivan | 7 april 2015      | 21 maart 2015     | 217           |
| 43b      | 17b        | Pups and the Ghost Cabin De pups en de spookhut                          | Jamie Whitney | Scott Albert            | 7 april 2015      | 21 maart 2015     | 217           |
| 44a      | 18a        | Pups Save an Adventure De pups redden een avontuur                       | Jamie Whitney | Scott Albert            | 9 april 2015      | 27 mei 2015       | 218           |
| 44b      | 18b        | Pups Save a Surprise De pups redden een verrassing                       | Jamie Whitney | Kim Duran               | 9 april 2015      | 27 mei 2015       | 218           |
| 45       | 19         | Pup-fu! Pup-fu                                                           | Jamie Whitney | Ursula Ziegler-Sullivan | 16 oktober 2015   | 1 september 2015  | 219           |
| 46a      | 20a        | Pups Save the Mayor's Race De pups redden de burgemeesterrace            | Jamie Whitney | Kim Duran               | 12 mei 2015       |                   | 220           |
| 46b      | 20b        | Pups Save an Outlaw's Loot De pups redden de verborgen buit              | Jamie Whitney | Franklin Young          | 12 mei 2015       |                   | 220           |
| 47a      | 21a        | Pups Save Walinda Pups redden Walinda                                    | Jamie Whitney | Ursula Ziegler-Sullivan | 14 mei 2015       |                   | 221           |
| 47b      | 21b        | Pups Save a Big Bone De pups redden een groot bot                        | Jamie Whitney | Scott Albert            | 14 mei 2015       |                   | 221           |
| 48a      | 22a        | Pups Save a Floundering Francois De pups redden een spartelende Francois | Jamie Whitney | Scott Albert            | 29 mei 2015       |                   | 222           |
| 48b      | 22b        | Pups Save the Pop-up Penguins Pups redden de pop-up pinguïns             | Jamie Whitney | Kim Duran               | 29 mei 2015       |                   | 222           |
| 49a      | 23a        | Pups Save a Snowboard Competition De pups redden een snowboardcompetitie | Jamie Whitney | Elizabeth Keyishian     | 4 december 2015   | 3 september 2015  | 223           |
| 49b      | 23b        | Pups Save a Chicken of the Sea De pups redden een zee-kip                | Jamie Whitney | Ursula Ziegler-Sullivan | 4 december 2015   | 3 september 2015  | 223           |
| 50a      | 24a        | Pups Save a Pizza De pups redden een pizza                               | Jamie Whitney | Kim Duran               | 24 augustus 2015  | 27 augustus 2015  | 224           |
| 50b      | 24b        | Pups Save Skye De pups redden Skye                                       | Jamie Whitney | Kim Duran               | 24 augustus 2015  | 27 augustus 2015  | 224           |
| 51a      | 25a        | Pups Save the Woof and Roll Show Pups redden de woef-'n-roll show        | Jamie Whitney | Kim Duran               | 18 september 2015 | 15 september 2015 | 225           |
| 51b      | 25b        | Pups Save an Eagle Pups redden een adelaar                               | Jamie Whitney | Scott Albert            | 18 september 2015 | 15 september 2015 | 225           |
| 52       | 26         | Pups Bark with Dinosaurs De pups blaffen met dinosaurussen               | Jamie Whitney | Ursula Ziegler-Sullivan | 2 oktober 2015    | 16 september 2015 | 226           |

### Seizoen 3 (2015–2017)
| Nr.      | Nr.        | Titel (Nederlandse titel)                                              | Regisseur          | Schrijver(s)                      | Uitzenddatum      | Uitzenddatum      | Productiecode |
| In serie | In seizoen | Titel (Nederlandse titel)                                              | Regisseur          | Schrijver(s)                      | Verenigde Staten  | Canada            | Productiecode |
| -------- | ---------- | ---------------------------------------------------------------------- | ------------------ | --------------------------------- | ----------------- | ----------------- | ------------- |
| 53a      | 1a         | Pups Find a Genie Pups vinden een geest                                | Jamie Whitney      | Kim Duran                         | 20 november 2015  | 28 november 2015  | 301           |
| 53b      | 1b         | Pups Save a Tightrope Walker Pups redden een koorddanser               | Jamie Whitney      | Charles Johnston                  | 20 november 2015  | 28 november 2015  | 301           |
| 54a      | 2a         | Pups Save a Goldrush De pups redden de goudkoorts                      | Jamie Whitney      | Scott Albert                      | 21 april 2016     | 9 januari 2016    | 302           |
| 54b      | 2b         | Pups Save the PAW Patroller De pups redden de PAW Patroller            | Jamie Whitney      | Scott Albert                      | 21 april 2016     | 9 januari 2016    | 302           |
| 55a      | 3a         | Pups Save the Soccer Game De pups redden de voetbalwedstrijd           | Jamie Whitney      | Hugh Duffy                        | 22 januari 2016   | 16 januari 2016   | 303           |
| 55b      | 3b         | Pups Save a Lucky Collar De pups redden een gelukshalsband             | Jamie Whitney      | Alex Ganetakos                    | 22 januari 2016   | 16 januari 2016   | 303           |
| 56a      | 4a         | Pups Save Alex's Mini-patrol De pups redden de mini-patrol van Alex    | Jamie Whitney      | Michael Stokes                    | 22 maart 2016     | 18 februari 2016  | 304           |
| 56b      | 4b         | Pups Save a Lost Tooth De pups redden een tand                         | Jamie Whitney      | Kim Duran                         | 22 maart 2016     | 18 februari 2016  | 304           |
| 57       | 5          | Air Pups Luchtpups                                                     | Jamie Whitney      | Scott Albert                      | 29 januari 2016   | 13 februari 2016  | 305           |
| 58       | 6          | Pups Save Friendship Day De pups redden Vriendschapsdag                | Jamie Whitney      | Michael Stokes                    | 12 februari 2016  | 5 maart 2016      | 306           |
| 59a      | 7a         | Pups Save Apollo De pups redden Apollo                                 | Charles E. Bastien | Charles Johnston                  | 3 mei 2016        | 31 maart 2016     | 307           |
| 59b      | 7b         | Pups Save the Hippos De pups redden de nijlpaarden                     | Charles E. Bastien | Jeff Sweeney                      | 3 mei 2016        | 31 maart 2016     | 307           |
| 60a      | 8a         | Pups Save Daring Danny X Pups redden Durfal Danny                      | Charles E. Bastien | Hugh Duffy                        | 24 maart 2016     | 16 april 2016     | 308           |
| 60b      | 8b         | Pups in a Fix Pups repareren                                           | Charles E. Bastien | Jeff Sweeney                      | 24 maart 2016     | 16 april 2016     | 308           |
| 61a      | 9a         | Pups Save a Dragon De pups redden een draak                            | Charles E. Bastien | Kim Duran                         | 19 april 2016     | 30 april 2016     | 309           |
| 61b      | 9b         | Pups Save Three Little Pigs De pups redden drie kleine biggetjes       | Charles E. Bastien | Alex Ganetakos                    | 19 april 2016     | 30 april 2016     | 309           |
| 62a      | 10a        | Pups Save a Stinky Flower De pups redden een stinkende bloem           | Charles E. Bastien | Hugh Duffy                        | 18 oktober 2016   | 12 mei 2016       | 310           |
| 62b      | 10b        | Pups Save a Monkey-naut De pups redden een aaponaut                    | Charles E. Bastien | Kim Duran                         | 18 oktober 2016   | 12 mei 2016       | 310           |
| 63a      | 11a        | Pups Save the Polar Bears De pups redden de ijsberen                   | Charles E. Bastien | Kim Duran                         | 5 mei 2016        | 19 mei 2016       | 311           |
| 63b      | 11b        | A Pup in Sheep's Clothing Een pup in schaapskleren                     | Charles E. Bastien | Steven Sullivan                   | 5 mei 2016        | 19 mei 2016       | 311           |
| 64a      | 12a        | Pups Save a School Bus De pups redden een schoolbus                    | Charles E. Bastien | Andrew Guerdat                    | 24 mei 2016       | 26 mei 2016       | 312           |
| 64b      | 12b        | Pups Save the Songbirds De pups redden de zangvogels                   | Charles E. Bastien | Kim Duran                         | 24 mei 2016       | 26 mei 2016       | 312           |
| 65a      | 13a        | Pups Save Old Trusty Pups redden Ouwe Trouwe                           | Charles E. Bastien | Jeff Sweeney en James Backshall   | 26 mei 2016       | 23 juli 2016      | 313           |
| 65b      | 13b        | Pups Save a Pony Pups redden een pony                                  | Charles E. Bastien | Scott Albert                      | 26 mei 2016       | 23 juli 2016      | 313           |
| 66a      | 14a        | Pups Save Sports Day Pups redden sportdag                              | Charles E. Bastien | Scott Albert                      | 22 augustus 2016  | 23 juni 2016      | 314 / 317     |
| 66b      | 14b        | Pups Save a Robo-saurus Pups redden een robo-saurus                    | Charles E. Bastien | Steven Sullivan                   | 10 oktober 2016   | 23 juni 2016      | 314           |
| 67       | 15         | Tracker Joins the Pups! Tracker komt bij de pups                       | Charles E. Bastien | Andrew Guerdat en Steven Sullivan | 16 september 2016 | 13 augustus 2016  | 315           |
| 68a      | 16a        | Pups Bear-ly Save Danny Danny kan beren-goed stunten                   | Charles E. Bastien | Steven Sullivan                   | 20 oktober 2016   | 14 augustus 2016  | 316           |
| 68b      | 16b        | Pups Save the Mayor's Tulips Pups redden de tulpen van de burgemeester | Charles E. Bastien | Kim Duran                         | 20 oktober 2016   | 14 augustus 2016  | 316           |
| 69a      | 17a        | All Star Pups! Top sport pups                                          | Charles E. Bastien | Andrew Guerdat                    | 22 augustus 2016  | 20 augustus 2016  | 317           |
| 69b      | 17b        | Pups Save a Film Festival Pups redden een filmfestival                 | Charles E. Bastien | Jeff Sweeney en James Backshall   | 10 oktober 2016   | 20 augustus 2016  | 317 / 314     |
| 70a      | 18a        | Pups in a Jam Pups maken jam                                           | Charles E. Bastien | James Backshall en Jeff Sweeney   | 11 november 2016  | 21 augustus 2016  | 318           |
| 70b      | 18b        | Pups Save a Windsurfing Pig Pups redden een windsurfende big           | Charles E. Bastien | Kim Duran                         | 11 november 2016  | 21 augustus 2016  | 318           |
| 71a      | 19a        | Pups Get Growing Pups in de groei                                      | Charles E. Bastien | James Backshall en Jeff Sweeney   | 8 november 2016   | 17 september 2016 | 319           |
| 71b      | 19b        | Pups Save a Space Toy Pups redden een ruimteknuffel                    | Charles E. Bastien | Andrew Guerdat                    | 8 november 2016   | 17 september 2016 | 319           |
| 72a      | 20a        | Pups Get Skunked Pups stinken erin                                     | Charles E. Bastien | Charles Johnston                  | 1 december 2016   | 24 september 2016 | 320           |
| 72b      | 20b        | Pups and a Whale of a Tale Pups en het spel met de walvis              | Charles E. Bastien | Andrew Guerdat                    | 1 december 2016   | 24 september 2016 | 320           |
| 73a      | 21a        | Parroting Pups Pups napraten                                           | Charles E. Bastien | Andrew Guerdat                    | 16 september 2016 | 3 december 2016   | 321           |
| 73b      | 21b        | Merpups Save the Turbots Zeemeerpups redden de Turbots                 | Charles E. Bastien | Scott Albert                      | 16 september 2016 | 3 december 2016   | 321           |
| 74       | 22         | The Pups' Winter Wonder Show De pups winterwondershow                  | Charles E. Bastien | James Backshall en Jeff Sweeney   | 2 december 2016   | 1 december 2016   | 322           |
| 75a      | 23a        | Pups Save the Gliding Turbots Pups redden vliegende Turbots            | Charles E. Bastien | Charles Johnston                  | 29 november 2016  | 17 december 2016  | 323           |
| 75b      | 23b        | Pups Save a Plane Pups redden een vliegtuig                            | Charles E. Bastien | Charles Johnston                  | 29 november 2016  | 17 december 2016  | 323           |
| 76a      | 24a        | Pups Save a Giant Plant Pups redden een reuzenplant                    | Charles E. Bastien | Steven Sullivan                   | 20 januari 2017   | 31 december 2016  | 324           |
| 76b      | 24b        | Pups Get Stuck Pups zitten vast                                        | Charles E. Bastien | James Backshall en Jeff Sweeney   | 20 januari 2017   | 31 december 2016  | 324           |
| 77a      | 25a        | Pups Raise the PAW Patroller Pups redden de PAW Patrol bus             | Charles E. Bastien | Andrew Guerdat                    | 24 januari 2017   | 7 januari 2017    | 325           |
| 77b      | 25b        | Pups Save the Crows Pups redden de kraaien                             | Charles E. Bastien | James Backshall en Jeff Sweeney   | 24 januari 2017   | 7 januari 2017    | 325           |
| 78a      | 26a        | Pups Save Their Floating Friends Pups redden hun zwevende vrienden     | Charles E. Bastien | Scott Albert                      | 26 januari 2017   | 14 januari 2017   | 326           |
| 78b      | 26b        | Pups Save a Satellite Pups redden een satelliet                        | Charles E. Bastien | Alex Ganetakos                    | 26 januari 2017   | 14 januari 2017   | 326           |

### Seizoen 4 (2017–2018)
| Nr.      | Nr.        | Titel (Nederlandse titel)                                                             | Regisseur          | Schrijver(s)                      | Uitzenddatum      | Uitzenddatum      | Productiecode |
| In serie | In seizoen | Titel (Nederlandse titel)                                                             | Regisseur          | Schrijver(s)                      | Verenigde Staten  | Canada            | Productiecode |
| -------- | ---------- | ------------------------------------------------------------------------------------- | ------------------ | --------------------------------- | ----------------- | ----------------- | ------------- |
| 79a      | 1a         | Pups Save a Blimp Pups redden een blimp                                               | Charles E. Bastien | Steven Sullivan en Andrew Guerdat | 6 februari 2017   | 4 maart 2017      | 401           |
| 79b      | 1b         | Pups Save the Chili Cook-off Pups redden de chilicompetitie                           | Charles E. Bastien | Alex Ganetakos                    | 6 februari 2017   | 4 maart 2017      | 401           |
| 80a      | 2a         | Pups Save a Teeny Penguin Pups redden een kleine pinguïn                              | Charles E. Bastien | Andrew Guerdat en Steven Sullivan | 8 februari 2017   | 11 maart 2017     | 402           |
| 80b      | 2b         | Pups Save the Cat Show Pups redden de kattenshow                                      | Charles E. Bastien | James Backshall en Jeff Sweeney   | 8 februari 2017   | 11 maart 2017     | 402           |
| 81a      | 3a         | Pups Save a Playful Dragon Pups redden een speelse draak                              | Charles E. Bastien | Charles Johnston                  | 7 april 2017      | 18 maart 2017     | 403           |
| 81b      | 3b         | Pups Save the Critters Pups redden de dieren                                          | Charles E. Bastien | Charles Johnston                  | 7 april 2017      | 18 maart 2017     | 403           |
| 82       | 4          | Mission PAW: Quest for the Crown Mission PAW: De strijd om de kroon                   | Charles E. Bastien | Steven Sullivan en Andrew Guerdat | 24 maart 2017     | 25 maart 2017     | 404           |
| 83a      | 5a         | Pups Save a Sleepover Pups redden een slaapfeestje                                    | Charles E. Bastien | Steven Sullivan en Andrew Guerdat | 28 april 2017     | 6 mei 2017        | 405           |
| 83b      | 5b         | Pups Save the Carnival Pups redden de braderie                                        | Charles E. Bastien | Louise Moon                       | 28 april 2017     | 6 mei 2017        | 405           |
| 84a      | 6a         | Pups Save Jake's Cake Pups redden een taart voor Jake                                 | Charles E. Bastien | Steven Sullivan en Andrew Guerdat | 21 april 2017     | 13 mei 2017       | 406           |
| 84b      | 6b         | Pups Save a Wild Ride Pups redden een gevaarlijke rit                                 | Charles E. Bastien | James Backshall en Jeff Sweeney   | 21 april 2017     | 13 mei 2017       | 406           |
| 85a      | 7a         | Mission PAW: Royally Spooked Missie PAW: Koninklijk gespook                           | Charles E. Bastien | Steven Sullivan en Andrew Guerdat | 14 april 2017     | 20 mei 2017       | 407           |
| 85b      | 7b         | Pups Save Monkey-dinger Pups redden Aap-dinger                                        | Charles E. Bastien | Scott Albert                      | 14 april 2017     | 20 mei 2017       | 407           |
| 86a      | 8a         | Pups Save the Flying Food Pups redden het vliegende eten                              | Charles E. Bastien | Steven Sullivan en Andrew Guerdat | 12 mei 2017       | 27 mei 2017       | 408           |
| 86b      | 8b         | Pups Save a Ferris Wheel Pups redden het reuzenrad                                    | Charles E. Bastien | Charles Johnston                  | 12 mei 2017       | 27 mei 2017       | 408           |
| 87a      | 9a         | Pups Save a Sleepwalking Bear Pups redden een slaapwandelende beer                    | Charles E. Bastien | Louise Moon                       | 6 oktober 2017    | 17 juni 2017      | 409           |
| 87b      | 9b         | Pups Save Dude Ranch Danny Pups redden Cowboy Danny                                   | Charles E. Bastien | Steven Sullivan en Andrew Guerdat | 6 oktober 2017    | 17 juni 2017      | 409           |
| 88       | 10         | Mission PAW: Pups Save the Royal Throne Mission PAW: Pups redden de koninklijke troon | Charles E. Bastien | Steven Sullivan en Andrew Guerdat | 26 mei 2017       | 24 juni 2017      | 410           |
| 89a      | 11a        | Pups Save Big Hairy Pups redden Grote Harige                                          | Charles E. Bastien | James Backshall en Jeff Sweeney   | 25 augustus 2017  | 1 juli 2017       | 411           |
| 89b      | 11b        | Pups Save a Flying Kitty Pups redden een vliegend katje                               | Charles E. Bastien | Al Schwartz                       | 25 augustus 2017  | 1 juli 2017       | 411           |
| 90a      | 12a        | Pups Party with Bats Pups feesten met vleermuizen                                     | Charles E. Bastien | Louise Moon                       | 10 november 2017  | 8 juli 2017       | 412           |
| 90b      | 12b        | Pups Save Sensei Yumi Pups redden Sensei Yumi                                         | Charles E. Bastien | Scott Albert                      | 10 november 2017  | 8 juli 2017       | 412           |
| 91       | 13         | Sea Patrol: Pups Save a Baby Octopus Pups redden een babyoctopus                      | Charles E. Bastien | James Backshall en Jeff Sweeney   | 7 juli 2017       | 9 september 2017  | 413           |
| 92a      | 14a        | Pups Save the Runaway Kitties Pups redden de weggevlogen katjes                       | Charles E. Bastien | Steven Sullivan en Andrew Guerdat | 21 augustus 2017  | 16 september 2017 | 414           |
| 92b      | 14b        | Pups Save Tiny Marshall Pups redden kleine Marshall                                   | Charles E. Bastien | Tom Berger                        | 21 augustus 2017  | 16 september 2017 | 414           |
| 93a      | 15a        | Pups Chill Out Pups koelen af                                                         | Charles E. Bastien | Louise Moon                       | 23 augustus 2017  | 23 september 2017 | 415           |
| 93b      | 15b        | Pups Save Farmer Alex Pups redden Boer Alex                                           | Charles E. Bastien | Al Schwartz                       | 23 augustus 2017  | 23 september 2017 | 415           |
| 94a      | 16a        | Sea Patrol: Pups Save a Shark Zee Patrol: Pups redden een haai                        | Charles E. Bastien | Scott Albert                      | 8 september 2017  | 30 september 2017 | 416           |
| 94b      | 16b        | Sea Patrol: Pups Save the Pier Zee Patrol: Pups redden de pier                        | Charles E. Bastien | Al Schwartz                       | 8 september 2017  | 30 september 2017 | 416           |
| 95a      | 17a        | Pups Save a Space Rock Pups redden een ruimtesteen                                    | Charles E. Bastien | Louise Moon                       | 19 september 2017 | 7 oktober 2017    | 417           |
| 95b      | 17b        | Pups Save a Good Mayor Pups redden een goede burgemeester                             | Charles E. Bastien | James Backshall en Jeff Sweeney   | 19 september 2017 | 7 oktober 2017    | 417           |
| 96a      | 18a        | Pups Save a City Kitty Pups redden een stadskatje                                     | Charles E. Bastien | Andrew Guerdat en Steven Sullivan | 21 september 2017 | 14 oktober 2017   | 418           |
| 96b      | 18b        | Pups Save a Cloud Surfer Pups redden een wolksurfer                                   | Charles E. Bastien | James Backshall en Jeff Sweeney   | 21 september 2017 | 14 oktober 2017   | 418           |
| 97       | 19         | Sea Patrol: Pirate Pups to the Rescue Zee Patrol: Piratenpups schieten te hulp        | Charles E. Bastien | Steven Sullivan en Andrew Guerdat | 20 oktober 2017   | 21 oktober 2017   | 419           |
| 98a      | 20a        | Pups Save the Mail Pups redden de post                                                | Charles E. Bastien | Al Schwartz                       | 27 oktober 2017   | 10 februari 2018  | 420           |
| 98b      | 20b        | Pups Save a Frog Mayor Pups redden een kikkerburgemeester                             | Charles E. Bastien | Louise Moon                       | 27 oktober 2017   | 10 februari 2018  | 420           |
| 99a      | 21a        | Pups Save the Runaway Turtles Pups redden de verdwenen schildpadjes                   | Charles E. Bastien | Scott Albert                      | 7 november 2017   | 17 februari 2018  | 421           |
| 99b      | 21b        | Pups Save the Shivering Sheep Pups redden de rillende schapen                         | Charles E. Bastien | James Backshall en Jeff Sweeney   | 7 november 2017   | 17 februari 2018  | 421           |
| 100a     | 22a        | Sea Patrol: Pups Save a Frozen Flounder Zee Patrol: Pups redden een bevroren Platvis  | Charles E. Bastien | Scott Albert                      | 6 november 2017   | 6 januari 2018    | 422           |
| 100b     | 22b        | Sea Patrol: Pups Save a Narwhal Zee Patrol: Pups redden een narwal                    | Charles E. Bastien | Louise Moon                       | 6 november 2017   | 6 januari 2018    | 422           |
| 101a     | 23a        | Pups Save Luke Stars Pups redden Luke Stars                                           | Charles E. Bastien | Louise Moon                       | 6 maart 2018      | 13 januari 2018   | 423           |
| 101b     | 23b        | Pups Save Chicken Day Pups redden Kippendag                                           | Charles E. Bastien | Jason McKenzie                    | 6 maart 2018      | 13 januari 2018   | 423           |
| 102a     | 24a        | Pups Save Francois the Penguin Pups redden François de pinguïn                        | Charles E. Bastien | Al Schwartz                       | 30 januari 2018   | 20 januari 2018   | 424           |
| 102b     | 24b        | Pups Save Daring Danny's Hippo Pups redden Durfal Danny's nijlpaard                   | Charles E. Bastien | Andrew Guerdat en Steven Sullivan | 30 januari 2018   | 20 januari 2018   | 424           |
| 103a     | 25a        | Pups Save Baby Humdinger Pups redden baby Humdinger                                   | Charles E. Bastien | Hugh Duffy                        | 1 februari 2018   | 27 januari 2018   | 425           |
| 103b     | 25b        | Pups Save a Piñata Pups redden een piñata                                             | Charles E. Bastien | Hugh Duffy                        | 1 februari 2018   | 27 januari 2018   | 425           |
| 104      | 26         | Sea Patrol: Pups Save Puplantis Zee Patrol: Pups redden Puplantis                     | Charles E. Bastien | Louise Moon                       | 15 januari 2018   | 3 februari 2018   | 426           |

### Seizoen 5 (2018–2019)
| Nr.      | Nr.        | Titel (Nederlandse titel)                                                                              | Regisseur          | Schrijver(s)                      | Uitzenddatum      | Uitzenddatum      | Productiecode |
| In serie | In seizoen | Titel (Nederlandse titel)                                                                              | Regisseur          | Schrijver(s)                      | Verenigde Staten  | Canada            | Productiecode |
| -------- | ---------- | --- | ------------------ | --------------------------------- | ----------------- | ----------------- | ------------- |
| 105a     | 1a         | Pups Save the Kitty Rescue Crew Pups redden de Reddingskatten Club                                     | Charles E. Bastien | Louise Moon                       | 6 februari 2018   | 30 juni 2018      | 501           |
| 105b     | 1b         | Pups Save an Ostrich Pups redden een struisvogel                                                       | Charles E. Bastien | James Backshall en Jeff Sweeney   | 6 februari 2018   | 30 juni 2018      | 501           |
| 106a     | 2a         | Pups Save Big Paw Pups redden Grootvoet                                                                | Charles E. Bastien | Louise Moon                       | 8 februari 2018   | 7 juli 2018       | 502           |
| 106b     | 2b         | Pups Save the Hum-mover Pups redden de Hum-scooter                                                     | Charles E. Bastien | Michael Stokes                    | 8 februari 2018   | 7 juli 2018       | 502           |
| 107a     | 3a         | Sea Patrol: Pups Save a Sunken Sloop Zee Patrol: Pups redden een gezonken sloep                        | Charles E. Bastien | Hugh Duffy                        | 19 februari 2018  | 14 juli 2018      | 503           |
| 107b     | 3b         | Sea Patrol: Pups Save a Wiggly Whale Zee Patrol: Pups redden een wiebelende walvis                     | Charles E. Bastien | James Backshall en Jeff Sweeney   | 19 februari 2018  | 14 juli 2018      | 503           |
| 108a     | 4a         | Pups Save a High-flying Skye Pups redden een hoog vliegende Skye                                       | Charles E. Bastien | Michael Stokes                    | 8 maart 2018      | 21 juli 2018      | 504           |
| 108b     | 4b         | Pups Go for the Gold Pups gaan voor het goud                                                           | Charles E. Bastien | Andrew Guerdat en Steven Sullivan | 8 maart 2018      | 21 juli 2018      | 504           |
| 109a     | 5a         | Pups Save an Extreme Lunch Pups redden een extreme lunch                                               | Charles E. Bastien | Scott Albert                      | 30 maart 2018     | 28 juli 2018      | 505           |
| 109b     | 5b         | Pups Save a Cat Burglar Pups redden een kattendief                                                     | Charles E. Bastien | Al Schwartz                       | 30 maart 2018     | 28 juli 2018      | 505           |
| 110a     | 6a         | Sea Patrol: Pups Save the Flying Diving Bell Zee Patrol: Pups redden de vliegende duikerbel            | Charles E. Bastien | Louise Moon                       | 20 april 2018     | 4 augustus 2018   | 506           |
| 110b     | 6b         | Sea Patrol: Pups Save a Soggy Farm Zee Patrol: Pups redden een sompig veld                             | Charles E. Bastien | Andrew Guerdat en Steven Sullivan | 20 april 2018     | 4 augustus 2018   | 506           |
| 111a     | 7a         | Pups Save the Butterflies Pups redden de vlinders                                                      | Charles E. Bastien | Michael Stokes                    | 3 mei 2018        | 11 augustus 2018  | 507           |
| 111b     | 7b         | Pups Save an Underground Chicken Pups redden een ondergrondse kip                                      | Charles E. Bastien | Hugh Duffy                        | 3 mei 2018        | 11 augustus 2018  | 507           |
| 112a     | 8a         | Pups Save the Bookmobile Pups redden de boekenbus                                                      | Charles E. Bastien | Michael Stokes                    | 1 mei 2018        | 18 augustus 2018  | 508           |
| 112b     | 8b         | Pups Save Heady Humdinger Pups redden koppige Humdinger                                                | Charles E. Bastien | Michael Stokes                    | 1 mei 2018        | 18 augustus 2018  | 508           |
| 113      | 9          | Sea Patrol: Pups Save Their Pirated Sea Patroller Zee Patrol: Pups redden hun gestolen Zee-patroller   | Charles E. Bastien | Andrew Guerdat en Steven Sullivan | 25 mei 2018       | 25 augustus 2018  | 509           |
| 114a     | 10a        | Pups Save the PawPaws Pups redden de PawPaws                                                           | Charles E. Bastien | James Backshall en Jeff Sweeney   | 28 juni 2018      | 1 september 2018  | 510           |
| 114b     | 10b        | Pups Save a Popped Top Pups redden een gesprongen dak                                                  | Charles E. Bastien | Andrew Guerdat en Steven Sullivan | 28 juni 2018      | 1 september 2018  | 510           |
| 115      | 11         | Ultimate Rescue: Pups Save the Royal Kitties Ultieme Actie: Pups redden koninklijke katjes             | Charles E. Bastien | Al Schwartz                       | 22 juni 2018      | 8 september 2018  | 511           |
| 116a     | 12a        | Pups Save the Snowshoeing Goodways Pups redden de sneeuwwandelende Goodways                            | Charles E. Bastien | Louise Moon                       | 17 juli 2018      | 15 september 2018 | 512           |
| 116b     | 12b        | Pups Save a Duck Pond Pups redden een eendenplas                                                       | Charles E. Bastien | James Backshall en Jeff Sweeney   | 17 juli 2018      | 15 september 2018 | 512           |
| 117a     | 13a        | Sea Patrol: Pups Save Tilly Turbot Zee Patrol: Pups redden Tilly Turbot                                | Charles E. Bastien | Al Schwartz                       | 19 juli 2018      | 22 september 2018 | 513           |
| 117b     | 13b        | Pups Save an Upset Elephant Pups redden een bange olifant                                              | Charles E. Bastien | Louise Moon                       | 19 juli 2018      | 22 september 2018 | 513           |
| 118      | 14         | Ultimate Rescue: Pups Save the Tigers Ultieme Actie: Pups redden de tijgers                            | Charles E. Bastien | Michael Stokes                    | 10 augustus 2018  | 22 december 2018  | 514           |
| 119a     | 15a        | Rocky Saves Himself Rocky redt zichzelf                                                                | Charles E. Bastien | Hugh Duffy                        | 3 september 2018  | 25 december 2018  | 515           |
| 119b     | 15b        | Pups and the Mystery of the Driverless Snow Cat Pups en het mysterie van de stuurloze sneeuwkat        | Charles E. Bastien | Andrew Guerdat en Steven Sullivan | 3 september 2018  | 25 december 2018  | 515           |
| 120a     | 16a        | Pups Save the Trick-or-Treaters Pups redden het halloweenfeest                                         | Charles E. Bastien | Louise Moon                       | 8 oktober 2018    | 12 januari 2019   | 516           |
| 120b     | 16b        | Pups Save an Out of Control Mini Patrol Pups redden een op hol geslagen mini-patrol                    | Charles E. Bastien | Jason McKenzie                    | 8 oktober 2018    | 12 januari 2019   | 516           |
| 121      | 17         | Ultimate Rescue: Pups Save the Movie Monster Ultieme Actie: Pups redden het filmmonster                | Charles E. Bastien | Scott Albert                      | 21 september 2018 | 15 december 2018  | 517           |
| 122a     | 18a        | Mission PAW: Pups Save a Royal Concert Mission PAW: Pups redden een koninklijk concert                 | Charles E. Bastien | Louise Moon                       | 26 oktober 2018   | 25 december 2018  | 518           |
| 122b     | 18b        | Mission PAW: Pups Save the Princess' Pals Mission PAW: Pups redden de vriendjes van de prinses         | Charles E. Bastien | Michael Stokes                    | 26 oktober 2018   | 25 december 2018  | 518           |
| 123a     | 19a        | Pups and the Werepuppy Pups en de weerpuppy                                                            | Charles E. Bastien | Michael Stokes                    | 12 oktober 2018   | 19 januari 2019   | 519           |
| 123b     | 19b        | Pups Save a Sleepwalking Mayor Pups redden een slaapwandelende burgemeester                            | Charles E. Bastien | Al Schwartz                       | 12 oktober 2018   | 19 januari 2019   | 519           |
| 124a     | 20a        | Ultimate Rescue: Pups Save a Swamp Monster Ultieme Actie: Pups redden een moerasmonster                | Charles E. Bastien | Al Schwartz                       | 30 november 2018  | 26 januari 2019   | 520           |
| 124b     | 20b        | Ultimate Rescue: Pups and the Hidden Golden Bones Ultieme Actie: Pups en het verborgen gouden bot      | Charles E. Bastien | Hugh Duffy                        | 30 november 2018  | 26 januari 2019   | 520           |
| 125a     | 21a        | Pups Save a Cuckoo Clock Pups redden een koekoeksklok                                                  | Charles E. Bastien | Louise Moon                       | 16 november 2018  | 2 februari 2019   | 521           |
| 125b     | 21b        | Pups Save Ms. Marjorie's House Pups redden het huis van mevrouw Marjorie                               | Charles E. Bastien | Michael Stokes                    | 16 november 2018  | 2 februari 2019   | 521           |
| 126a     | 22a        | Pups Save Thanksgiving Pups redden Thanksgiving                                                        | Charles E. Bastien | Hugh Duffy                        | 21 november 2018  | 9 februari 2019   | 522           |
| 126b     | 22b        | Pups Save a Windy Bay Pups redden een winderige baai                                                   | Charles E. Bastien | James Backshall en Jeff Sweeney   | 21 november 2018  | 9 februari 2019   | 522           |
| 127a     | 23a        | Pups Save a Frozen Camp Out Pups redden een koude kampeertocht                                         | Charles E. Bastien | Andrew Guerdat en Steven Sullivan | 14 december 2018  | 2 maart 2019      | 523           |
| 127b     | 23b        | Pups Save the Fizzy Pickles Pups redden de bruisaugurken                                               | Charles E. Bastien | Scott Albert                      | 14 december 2018  | 2 maart 2019      | 523           |
| 128a     | 24a        | Pups Save a Pluck-o-matic Pups redden een pluk-a-chine                                                 | Charles E. Bastien | James Backshall en Jeff Sweeney   | 31 december 2018  | 23 februari 2019  | 524           |
| 128b     | 24b        | Pups Save a Mascot Pups redden een mascotte                                                            | Charles E. Bastien | Louise Moon                       | 31 december 2018  | 23 februari 2019  | 524           |
| 129      | 25         | Ultimate Rescue: Pups Save a Runaway Stargazer Ultieme Actie: Pups redden een wandelende sterrenkijker | Charles E. Bastien | Andrew Guerdat en Steven Sullivan | 21 januari 2019   | 16 februari 2019  | 525           |
| 130a     | 26a        | Pups Save Ace's Birthday Surprise Pups redden het verjaardagscadeau voor Ace                           | Charles E. Bastien | Louise Moon                       | 25 januari 2019   | 9 maart 2019      | 526           |
| 130b     | 26b        | Pups Save a Tower of Pizza Pups redden een toren van pizza                                             | Charles E. Bastien | Debra Felstead en Ross McKie      | 25 januari 2019   | 9 maart 2019      | 526           |

### Seizoen 6 (2019–2021)
| Nr.      | Nr.        | Titel (Nederlandse titel) | Regisseur          | Schrijver(s)                      | Uitzenddatum     | Uitzenddatum     | Productiecode |
| In serie | In seizoen | Titel (Nederlandse titel) | Regisseur          | Schrijver(s)                      | Verenigde Staten | Canada           | Productiecode |
| -------- | ---------- | --- | ------------------ | --------------------------------- | ---------------- | ---------------- | ------------- |
| 131a     | 1a         | Pups Save the Jungle Penguins Pups redden de jungle-pinguïns                                                                    | Charles E. Bastien | Hugh Duffy                        | 22 februari 2019 | 18 mei 2019      | 601           |
| 131b     | 1b         | Pups Save a Freighter Pups redden een vrachtschip                                                                               | Charles E. Bastien | Hugh Duffy                        | 22 februari 2019 | 18 mei 2019      | 601           |
| 132a     | 2a         | Ultimate Rescue: Pups Stop a Meltdown Ultieme Actie: Pups stoppen het smelten                                                   | Charles E. Bastien | James Backshall en Jeff Sweeney   | 4 maart 2019     | 25 mei 2019      | 602           |
| 132b     | 2b         | Ultimate Rescue: Pups and the Mystery of the Missing Cell Phones Ultieme Actie: Pups en het mysterie van de vermiste mobieltjes | Charles E. Bastien | Hugh Duffy                        | 4 maart 2019     | 25 mei 2019      | 602           |
| 133a     | 3a         | Pups Save a Melon Festival Pups redden een meloenfestival                                                                       | Charles E. Bastien | James Backshall en Jeff Sweeney   | 15 maart 2019    | 1 juni 2019      | 603           |
| 133b     | 3b         | Pups Save a Cow Pups redden een koe                                                                                             | Charles E. Bastien | Al Schwartz                       | 15 maart 2019    | 1 juni 2019      | 603           |
| 134a     | 4a         | Pups Save the Honey Pups redden de honing                                                                                       | Charles E. Bastien | Louise Moon                       | 26 april 2019    | 8 juni 2019      | 604           |
| 134b     | 4b         | Pups Save Mayor Goodway's Purse Pups redden de tas van burgemeester Goodway                                                     | Charles E. Bastien | Al Schwartz                       | 26 april 2019    | 8 juni 2019      | 604           |
| 135a     | 5a         | Ultimate Rescue: Pups Save the Mountain Climbers Ultieme Actie: Pups redden de bergbeklimmers                                   | Charles E. Bastien | James Backshall en Jeff Sweeney   | 19 april 2019    | 15 juni 2019     | 605           |
| 135b     | 5b         | Ultimate Rescue: Pups Save Captain Gordy Ultieme Actie: Pups redden Kaptein Gordy                                               | Charles E. Bastien | Hugh Duffy                        | 19 april 2019    | 15 juni 2019     | 605           |
| 136a     | 6a         | Pups and the Stinky Bubble Trouble Pups en de stinkende moerasbubbels                                                           | Charles E. Bastien | Andrew Guerdat en Steven Sullivan | 3 mei 2019       | 22 juni 2019     | 606           |
| 136b     | 6b         | Pups Save the Baby Ostriches Pups redden de babystruisvogels                                                                    | Charles E. Bastien | Jeff Sweeney                      | 3 mei 2019       | 22 juni 2019     | 606           |
| 137a     | 7a         | Pups Save Gustavo's Guitar Pups redden de gitaar van Gustavo                                                                    | Charles E. Bastien | Louise Moon                       | 27 mei 2019      | 29 juni 2019     | 607           |
| 137b     | 7b         | Pups Save the Yoga Goats Pups redden de yogageiten                                                                              | Charles E. Bastien | Al Schwartz                       | 27 mei 2019      | 29 juni 2019     | 607           |
| 138a     | 8a         | Pups Save Bedtime Pups redden bedtijd                                                                                           | Charles E. Bastien | David Rosenberg                   | 3 september 2019 | 6 juli 2019      | 608           |
| 138b     | 8b         | Pups Save Chickaletta's Egg Pups redden het ei van Chickaletta                                                                  | Charles E. Bastien | James Backshall                   | 3 september 2019 | 6 juli 2019      | 608           |
| 139      | 9          | Mighty Pups, Super Paws: When Super Kitties Attack Mega Pups, Super Paws: Als Superkatjes aanvallen                             | Charles E. Bastien | Andrew Guerdat en Steven Sullivan | 28 juni 2019     | 13 juli 2019     | 609           |
| 140a     | 10a        | Pups Save a Manatee Pups redden een zeekoe                                                                                      | Charles E. Bastien | Robin Stein                       | 4 september 2019 | 20 juli 2019     | 610           |
| 140b     | 10b        | Pups Save Breakfast Pups redden het ontbijt                                                                                     | Charles E. Bastien | Clark Stubbs                      | 4 september 2019 | 20 juli 2019     | 610           |
| 141a     | 11a        | Pups Save the Land Pirates Pups redden de landpiraten                                                                           | Charles E. Bastien | Andrew Guerdat en Steven Sullivan | 5 september 2019 | 27 juli 2019     | 611           |
| 141b     | 11b        | Pups Save the Birdwatching Turbots Pups redden de vogelspottende Turbots                                                        | Charles E. Bastien | Louise Moon                       | 5 september 2019 | 27 juli 2019     | 611           |
| 142      | 12         | Mighty Pups, Super Paws: Pups Meet the Mighty Twins Mega Pups, Super Paws: Pups ontmoeten de Mega Tweeling                      | Charles E. Bastien | Andrew Guerdat en Steven Sullivan | 26 juli 2019     | 3 augustus 2019  | 612           |
| 143a     | 13a        | Pups Save a Freaky Pup-day Pups redden een verwisselde pup                                                                      | Charles E. Bastien | David Rosenberg                   | 12 november 2019 | 10 augustus 2019 | 613           |
| 143b     | 13b        | Pups Save a Runaway Mayor Pups redden een weggelopen burgemeester                                                               | Charles E. Bastien | Robin J. Stein                    | 12 november 2019 | 10 augustus 2019 | 613           |
| 144a     | 14a        | Pups Save a Bat Family Pups redden een vleermuisfamilie                                                                         | Charles E. Bastien | Louise Moon                       | 4 oktober 2019   | 12 oktober 2019  | 614           |
| 144b     | 14b        | Pups Save a Mud Monster Pups redden een moddermonster                                                                           | Charles E. Bastien | James Backshall                   | 4 oktober 2019   | 12 oktober 2019  | 614           |
| 145a     | 15a        | Mighty Pups, Super Paws: Pups Save a Giant Chicken Mega Pups, Super Paws: Pups redden een reuzenkip                             | Charles E. Bastien | Al Schwartz                       | 2 september 2019 | 19 oktober 2019  | 615           |
| 145b     | 15b        | Mighty Pups, Super Paws: Pups Stop Harold's Deep Freeze Mega Pups, Super Paws: Pups tegen Harold's vrieskou                     | Charles E. Bastien | James Backshall                   | 2 september 2019 | 19 oktober 2019  | 615           |
| 146a     | 16a        | Pups Save the Balloon Pups Pups redden de pupballonnen                                                                          | Charles E. Bastien | David Rosenberg                   | 27 november 2019 | 26 oktober 2019  | 616           |
| 146b     | 16b        | Pups Save the Spider Spies Pups redden de spinbespieders                                                                        | Charles E. Bastien | Robin J. Stein                    | 27 november 2019 | 26 oktober 2019  | 616           |
| 147a     | 17a        | Pups Save the Bears Pups redden de beren                                                                                        | Charles E. Bastien | Clark Stubbs                      | 13 november 2019 | 2 november 2019  | 617           |
| 147b     | 17b        | Pups Save a Farmerless Farm Pups redden een boerloze boerderij                                                                  | Charles E. Bastien | Al Schwartz en James Backshall    | 13 november 2019 | 2 november 2019  | 617           |
| 148a     | 18a        | Mighty Pups, Super Paws: Pups and the Big Twin Trick Pups en de grote tweelingtruc                                              | Charles E. Bastien | Andrew Guerdat en Steven Sullivan | 11 oktober 2019  | 9 november 2019  | 618           |
| 148b     | 18b        | Mighty Pups, Super Paws: Pups Save a Mega Mayor Pups redden een mega burgemeester                                               | Charles E. Bastien | Robin J. Stein                    | 11 oktober 2019  | 9 november 2019  | 618           |
| 149a     | 19a        | Pups Save a White Wolf Pups redden een witte wolf                                                                               | Charles E. Bastien | David Rosenberg                   | 20 december 2019 | 16 november 2019 | 619           |
| 149b     | 19b        | Pups Save a Wrong Way Explorer Pups redden een verkeerde-kant-op-reiziger                                                       | Charles E. Bastien | Andrew Guerdat en Steven Sullivan | 20 december 2019 | 16 november 2019 | 619           |
| 150a     | 20a        | Pups Save the Squirrels Pups redden de eekhoorns                                                                                | Charles E. Bastien | James Backshall                   | 14 november 2019 | 23 november 2019 | 620           |
| 150b     | 20b        | Pups Save a Roo Pups redden een kangoeroe                                                                                       | Charles E. Bastien | Jeff Sweeney                      | 14 november 2019 | 23 november 2019 | 620           |
| 151      | 21         | Mighty Pups, Charged Up: Pups vs. the Copycat Megapups Opgeladen: Pups tegen de Kopiekat                                        | Charles E. Bastien | Louise Moon                       | 20 januari 2020  | 21 december 2019 | 621           |
| 152a     | 22a        | Pups Save a Humsquatch Pups redden een Humpoot                                                                                  | Charles E. Bastien | Al Schwartz                       | 27 januari 2020  | 11 januari 2020  | 622           |
| 152b     | 22b        | Pups Stop a Far Flung Flying Disc Pups stoppen ver wegvliegende schijf                                                          | Charles E. Bastien | James Backshall                   | 27 januari 2020  | 11 januari 2020  | 622           |
| 153a     | 23a        | Pups Rescue a Rescuer Pups redden een redder                                                                                    | Charles E. Bastien | Robin J. Stein                    | 28 februari 2020 | 18 januari 2020  | 623           |
| 153b     | 23b        | Pups Save the Phantom of the Frog Pond Pups redden het spook van de kikkervijver                                                | Charles E. Bastien | Al Schwartz                       | 28 februari 2020 | 18 januari 2020  | 623           |
| 154a     | 24a        | Mighty Pups, Charged Up: Pups Stop a Big Bad Bot Megapups Opgeladen: Pups stoppen een grote boze robot                          | Charles E. Bastien | Andrew Guerdat en Steven Sullivan | 17 februari 2020 | 25 januari 2020  | 624           |
| 154b     | 24b        | Mighty Pups, Charged Up: Pups vs. the Dome Megapups Opgeladen: Pups tegen de toren                                              | Charles E. Bastien | Al Schwartz                       | 17 februari 2020 | 25 januari 2020  | 624           |
| 155a     | 25a        | Ultimate Rescue: Pups Save the Opening Ceremonies Ultieme Actie: Pups redden de openingsceremonies                              | Charles E. Bastien | Michael Stokes                    | 23 juli 2021     | 15 februari 2020 | 625           |
| 155b     | 25b        | Ultimate Rescue: Pups Save the Adventure Bay Games Ultieme Actie: Pups redden de Avonturenbaai Spelen                           | Charles E. Bastien | Michael Stokes                    | 23 juli 2021     | 15 februari 2020 | 625           |
| 156a     | 26a        | Pups Save a Tour Bus Pups redden een tourbus                                                                                    | Charles E. Bastien | Sean Jara                         | 13 maart 2020    | 22 februari 2020 | 626           |
| 156b     | 26b        | Pups Save Midnight at the Museum Pups redden nachtje in het museum                                                              | Charles E. Bastien | Clark Stubbs                      | 13 maart 2020    | 22 februari 2020 | 626           |

### Seizoen 7 (2020–2021)
| Nr.      | Nr.        | Titel (Nederlandse titel)                                                                                   | Regisseur          | Schrijver(s)                      | Uitzenddatum     | Uitzenddatum      | Productiecode |
| In serie | In seizoen | Titel (Nederlandse titel)                                                                                   | Regisseur          | Schrijver(s)                      | Verenigde Staten | Canada            | Productiecode |
| -------- | ---------- | --- | ------------------ | --------------------------------- | ---------------- | ----------------- | ------------- |
| 157a     | 1a         | Mighty Pups, Charged Up: Pups Stop a Humdinger Horde Megapups Opgeladen: Pups stoppen een horde Humdingers  | Charles E. Bastien | Robin J. Stein                    | 27 maart 2020    | 2 mei 2020        | 701           |
| 157b     | 1b         | Mighty Pups, Charged Up: Pups Save a Mighty Lighthouse Megapups Opgeladen: Pups redden een mega vuurtoren   | Charles E. Bastien | David Rosenberg                   | 27 maart 2020    | 2 mei 2020        | 701           |
| 158a     | 2a         | Pups Save Election Day Pups redden verkiezingsdag                                                           | Charles E. Bastien | James Backshall                   | 30 oktober 2020  | 9 mei 2020        | 702           |
| 158b     | 2b         | Pups Save the Bubble Monkeys Pups redden de kauwgomaapjes                                                   | Charles E. Bastien | Andrew Guerdat en Steven Sullivan | 30 oktober 2020  | 9 mei 2020        | 702           |
| 159a     | 3a         | Pups Save an Antarctic Martian Pups redden een antarctische marsbewoner                                     | Charles E. Bastien | Al Schwartz                       | 8 mei 2020       | 16 mei 2020       | 703           |
| 159b     | 3b         | Pups Save the Maze Explorers Pups redden de doolhofontdekkers                                               | Charles E. Bastien | Louise Moon                       | 8 mei 2020       | 16 mei 2020       | 703           |
| 160      | 4          | Mighty Pups, Charged Up: Pups vs. Three Super Baddies Megapups Opgeladen: Pups tegen drie superslechteriken | Charles E. Bastien | Andrew Guerdat en Steven Sullivan | 17 april 2020    | 23 mei 2020       | 704           |
| 161a     | 5a         | Pups Save a Waiter Bot Pups redden een oberbot                                                              | Charles E. Bastien | Robin J. Stein                    | 5 juni 2020      | 30 mei 2020       | 705           |
| 161b     | 5b         | Pups Stop a Pie-clone Pups stoppen een tor-taart-o                                                          | Charles E. Bastien | Phillip Bastien                   | 5 juni 2020      | 30 mei 2020       | 705           |
| 162      | 6          | Dino Rescue: Pups and the Lost Dino Eggs Dino redding: Pups en de verdwenen dino eieren                     | Charles E. Bastien | Andrew Guerdat en Steven Sullivan | 26 juni 2020     | 13 juni 2020      | 706           |
| 163a     | 7a         | Dino Rescue: Pups Save a Pterodactyl Dino redding: Pups redden een pterodactylus                            | Charles E. Bastien | Sean Jara                         | 24 juli 2020     | 27 juni 2020      | 707           |
| 163b     | 7b         | Dino Rescue: Pups and the Big Rumble Dino redding: Pups en het grote geschud                                | Charles E. Bastien | David Rosenberg                   | 7 augustus 2020  | 27 juni 2020      | 707           |
| 164      | 8          | Dino Rescue: Pups Save a Hum-dino Dino redding: Pups redden een Hum-dino                                    | Charles E. Bastien | Clark Stubbs                      | 7 september 2020 | 11 juli 2020      | 708           |
| 165a     | 9a         | Dino Rescue: Pups Save a Sore Dino Dino redding: Pups redden een gewonde dino                               | Charles E. Bastien | Al Schwartz                       | 13 november 2020 | 25 juli 2020      | 709           |
| 165b     | 9b         | Dino Rescue: Pups Save the Triceratops Tag-alongs Dino redding: Pups redden de triceratopsvolgers           | Charles E. Bastien | Robin J. Stein                    | 13 november 2020 | 25 juli 2020      | 709           |
| 166a     | 10a        | Pups Save the Big Bad Bird Crew Pups redden de grote gemene vogelbende                                      | Charles E. Bastien | Andrew Guerdat en Steven Sullivan | 10 juli 2020     | 8 augustus 2020   | 710           |
| 166b     | 10b        | Pups Save a Soapbox Derby Pups redden een zeepkistenrace                                                    | Charles E. Bastien | Sean Jara                         | 10 juli 2020     | 8 augustus 2020   | 710           |
| 167a     | 11a        | Pups Save the Skydivers Pups redden de parachutespringers                                                   | Charles E. Bastien | Robin J. Stein                    | 21 augustus 2020 | 22 augustus 2020  | 711           |
| 167b     | 11b        | Pups Save the Cupcakes Pups redden de cupcakes                                                              | Charles E. Bastien | Louise Moon                       | 21 augustus 2020 | 22 augustus 2020  | 711           |
| 168      | 12         | Ultimate Rescue: Pups Save the Pupmobiles Ultieme Actie: Pups redden de pupwagens                           | Charles E. Bastien | Michael Stokes                    | 9 oktober 2020   | 5 september 2020  | 712           |
| 169a     | 13a        | Pups Save a Lost Gold Miner Pups redden een verdwaalde mijnwerker                                           | Charles E. Bastien | David Rosenberg                   | 16 oktober 2020  | 19 september 2020 | 713           |
| 169b     | 13b        | Pups Save Uncle Otis from His Cabin Pups redden Ome Otis uit zijn hut                                       | Charles E. Bastien | Andrew Guerdat en Steven Sullivan | 16 oktober 2020  | 19 september 2020 | 713           |
| 170a     | 14a        | Pups Save a Rocket Roller Skater Pups redden een raketrolschaatser                                          | Charles E. Bastien | James Backshall                   | 23 oktober 2020  | 3 oktober 2020    | 714           |
| 170b     | 14b        | Pups Save Ryder's Surprise Pups redden Ryder's verrassing                                                   | Charles E. Bastien | Andrew Guerdat en Steven Sullivan | 23 oktober 2020  | 3 oktober 2020    | 714           |
| 171a     | 15a        | Pups Save the Marooned Mayors Pups redden de gestrande burgemeesters                                        | Charles E. Bastien | Robin J. Stein                    | 11 december 2020 | 24 oktober 2020   | 715           |
| 171b     | 15b        | Pups Save the Game Show Pups redden de spelshow                                                             | Charles E. Bastien | Clark Stubbs                      | 11 december 2020 | 24 oktober 2020   | 715           |
| 172a     | 16a        | Pups Save the Chalk Art Pups redden de krijtkunst                                                           | Charles E. Bastien | Bryan Roy                         | 6 november 2020  | 7 november 2020   | 716           |
| 172b     | 16b        | Pups Save the Hot Potato Pups redden de hete aardappel                                                      | Charles E. Bastien | David Rosenberg                   | 6 november 2020  | 7 november 2020   | 716           |
| 173      | 17         | Pups Save a Bah Humdinger                                                                                   | Charles E. Bastien | Andrew Guerdat en Steven Sullivan | 20 november 2020 | 5 december 2020   | 717           |
| 174a     | 18a        | Pups Save Little Hairy Pups redden Kleine Harige                                                            | Charles E. Bastien | Louise Moon                       | 23 april 2021    | 21 november 2020  | 718           |
| 174b     | 18b        | Pups Save a Kooky Climber Pups redden een gekke klimmer                                                     | Charles E. Bastien | Robin J. Stein                    | 23 april 2021    | 21 november 2020  | 718           |
| 175a     | 19a        | Pups Save Queen Cluck-cluck Pups redden Koningin Tok-tok                                                    | Charles E. Bastien | Al Schwartz                       | 12 maart 2021    | 19 december 2020  | 719           |
| 175b     | 19b        | Pups Save a Desert Flounder Pups redden een Woestijnplatvis                                                 | Charles E. Bastien | Andrew Guerdat en Steven Sullivan | 12 maart 2021    | 19 december 2020  | 719           |
| 176      | 20         | Moto Pups: Pups vs. the Ruff-ruff Pack Moto Pups: Pups tegen de Grom Grom Club                              | Charles E. Bastien | Andrew Guerdat en Steven Sullivan | 15 januari 2021  | 16 januari 2021   | 720           |
| 177a     | 21a        | Pups Save a Trash-dinger                                                                                    | Charles E. Bastien | Robin J. Stein                    | 5 februari 2021  | 30 januari 2021   | 721           |
| 177b     | 21b        | Pups Save the Royal Armour Pups redden het koninklijke harnas                                               | Charles E. Bastien | Sean Jara                         | 5 februari 2021  | 30 januari 2021   | 721           |
| 178a     | 22a        | Moto Pups: Pups Save the Donuts Moto Pups: Pups redden de donuts                                            | Charles E. Bastien | Clark Stubbs                      | 19 februari 2021 | 13 februari 2021  | 722           |
| 178b     | 22b        | Moto Pups: Pups Save the Kitties Moto Pups: Pups redden de katjes                                           | Charles E. Bastien | Al Schwartz                       | 19 februari 2021 | 13 februari 2021  | 722           |
| 179      | 23         | Moto Pups: Pups Save a Moto Mayor Moto Pups: Pups redden een Motomeester                                    | Charles E. Bastien | Robin J. Stein                    | 19 maart 2021    | 27 februari 2021  | 723           |
| 180a     | 24a        | Moto Pups: Rescue at Twisty Top Mesa Moto Pups: Redding op Slingertop Mesa                                  | Charles E. Bastien | Michael Stokes                    | 16 april 2021    | 13 maart 2021     | 724           |
| 180b     | 24b        | Moto Pups: Pups Save a Sneezy Chase Moto Pups: Pups redden een niezende Chase                               | Charles E. Bastien | Andrew Guerdat en Steven Sullivan | 16 april 2021    | 13 maart 2021     | 724           |
| 181a     | 25a        | Ultimate Rescue: Pups Stop a Junk-monster Ultieme Actie: Pups stoppen een troep-monster                     | Charles E. Bastien | David Rosenberg                   | 26 februari 2021 | 27 maart 2021     | 725           |
| 181b     | 25b        | Pups Save the Whale Pod Pups redden de walvissen                                                            | Charles E. Bastien | Sean Jara                         | 26 februari 2021 | 27 maart 2021     | 725           |
| 182a     | 26a        | Pups Save Thundermouth Pups redden Dondermond                                                               | Charles E. Bastien | Michael Stokes                    | 7 mei 2021       | 10 april 2021     | 726           |
| 182b     | 26b        | Pups Save a Class Pet Pups redden een klasdier                                                              | Charles E. Bastien | Clark Stubbs                      | 7 mei 2021       | 10 april 2021     | 726           |

### Seizoen 8 (2021–2023)
| Nr.      | Nr.        | Titel (Nederlandse titel)                                                                        | Regisseur          | Schrijver(s)                      | Uitzenddatum      | Uitzenddatum      | Productiecode |
| In serie | In seizoen | Titel (Nederlandse titel)                                                                        | Regisseur          | Schrijver(s)                      | Verenigde Staten  | Canada            | Productiecode |
| -------- | ---------- | ------------------------------------------------------------------------------------------------ | ------------------ | --------------------------------- | ----------------- | ----------------- | ------------- |
| 183a     | 1a         | Pups Save a Runaway Rooster Pups redden een weggelopen haan                                      | Charles E. Bastien | Louise Moon                       | 28 mei 2021       | 15 mei 2021       | 801           |
| 183b     | 1b         | Pups Save a Snowbound Cow Pups redden een ingesneeuwde koe                                       | Charles E. Bastien | Andrew Guerdat en Steven Sullivan | 28 mei 2021       | 15 mei 2021       | 801           |
| 184a     | 2a         | Pups Save a Sweet Mayor Pups redden een zoete burgemeester                                       | Charles E. Bastien | Robin J. Stein                    | 2 april 2021      | 29 mei 2021       | 802           |
| 184b     | 2b         | Pups Save a Magic Trick Pups redden een goocheltruc                                              | Charles E. Bastien | Al Schwartz                       | 2 april 2021      | 29 mei 2021       | 802           |
| 185a     | 3a         | Pups Save a Rubble-Double Pups redden een Rubble dubbelganger                                    | Charles E. Bastien | James Backshall                   | 25 juni 2021      | 5 juni 2021       | 803           |
| 185b     | 3b         | Pups Save a Clown Pups redden een clown                                                          | Charles E. Bastien | Sean Jara                         | 25 juni 2021      | 5 juni 2021       | 803           |
| 186      | 4          | Pups Stop the Cheetah Pups stoppen de Cheetah                                                    | Charles E. Bastien | Andrew Guerdat en Steven Sullivan | 10 september 2021 | 12 juni 2021      | 804           |
| 187a     | 5a         | Pups Save the Moustache Pups redden de snor                                                      | Charles E. Bastien | Clark Stubbs                      | 30 juli 2021      | 19 juni 2021      | 805           |
| 187b     | 5b         | Pups Save the Funhouse Pups redden het lachpaleis                                                | Charles E. Bastien | David Rosenberg                   | 30 juli 2021      | 19 juni 2021      | 805           |
| 188a     | 6a         | Sea Patrol: Pups Save a Water Walker Zee Patrol: Pups redden een waterloper                      | Charles E. Bastien | Robin J. Stein                    | 18 juni 2021      | 26 juni 2021      | 806           |
| 188b     | 6b         | Sea Patrol: Pups Save a Windsurfer Zee Patrol: Pups redden een windsurfer                        | Charles E. Bastien | Michael Stokes                    | 18 juni 2021      | 26 juni 2021      | 806           |
| 189a     | 7a         | Pups Save the Hiding Elephants Pups redden de verstopte olifanten                                | Charles E. Bastien | Louise Moon                       | 15 oktober 2021   | 3 juli 2021       | 807           |
| 189b     | 7b         | Pups Save a Yodeler Pups redden een jodelaar                                                     | Charles E. Bastien | Andrew Guerdat en Steven Sullivan | 15 oktober 2021   | 3 juli 2021       | 807           |
| 190a     | 8a         | Pups Save the Dizzy Dust Express Pups redden de Slingerzand Sneltrein                            | Charles E. Bastien | Michael Stokes                    | 19 november 2021  | 10 juli 2021      | 808           |
| 190b     | 8b         | Pups Save the Treetop Trekkers Pups redden de boomtoppentocht                                    | Charles E. Bastien | James Backshall                   | 19 november 2021  | 10 juli 2021      | 808           |
| 191a     | 9a         | Pups Save the Treasure Cruise Pups redden de schatcruise                                         | Charles E. Bastien | Clark Stubbs                      | 3 december 2021   | 24 juli 2021      | 809           |
| 191b     | 9b         | Pups Save Rocket Ryder Pups redden Ryder Raket                                                   | Charles E. Bastien | Michael Stokes                    | 3 december 2021   | 24 juli 2021      | 809           |
| 192a     | 10a        | Pups and Katie Stop the Barking Kitty Crew Pups en Katie stoppen de blaffende kattenclub         | Charles E. Bastien | Andrew Guerdat en Steven Sullivan | 13 augustus 2021  | 4 september 2021  | 810           |
| 192b     | 10b        | Pups Save the Glasses Pups redden de bril                                                        | Charles E. Bastien | Bryan Roy                         | 13 augustus 2021  | 4 september 2021  | 810           |
| 193a     | 11a        | Pups vs. a Neon Humdinger Pups tegen een neon Humdinger                                          | Charles E. Bastien | Robin J. Stein                    | 6 augustus 2021   | 18 september 2021 | 811           |
| 193b     | 11b        | Pups Save a Royal Painting Pups redden een koninklijk schilderij                                 | Charles E. Bastien | Louise Moon                       | 6 augustus 2021   | 18 september 2021 | 811           |
| 194a     | 12a        | Pups Save a Chicken Tulip Pups redden een kippentulp                                             | Charles E. Bastien | Al Schwartz                       | 11 februari 2022  | 2 oktober 2021    | 812           |
| 194b     | 12b        | Pups Stop an Xtreme Shark Pups stoppen een extreme haai                                          | Charles E. Bastien | Sean Jara                         | 11 februari 2022  | 2 oktober 2021    | 812           |
| 195a     | 13a        | Pups Save a Show Jumper Pups redden een wedstrijdspringer                                        | Charles E. Bastien | Louise Moon                       | 24 september 2021 | 16 oktober 2021   | 813           |
| 195b     | 13b        | Pups Save the Salmon Pups redden de zalm                                                         | Charles E. Bastien | Phillip Bastien                   | 24 september 2021 | 16 oktober 2021   | 813           |
| 196a     | 14a        | Pups vs. Ouchy Paws Pups tegen Zere Poten                                                        | Charles E. Bastien | Andrew Guerdat                    | 22 oktober 2021   | 30 oktober 2021   | 814           |
| 196b     | 14b        | Pups Save a Glow-in-the-Dark Party Pups redden het Glow-in-the-dark feest                        | Charles E. Bastien | James Backshall                   | 22 oktober 2021   | 30 oktober 2021   | 814           |
| 197      | 15         | Rescue Knights: Quest for the Dragon's Tooth Beschermidders: Strijd om de drakentand             | Charles E. Bastien | Andrew Guerdat                    | 21 januari 2022   | 13 november 2021  | 815           |
| 198a     | 16a        | Pups Stop a Super Shaker Pups stoppen een superschudder                                          | Charles E. Bastien | Robin J. Stein                    | 5 november 2021   | 20 november 2021  | 816           |
| 198b     | 16b        | Pups Save a Flying Farmhouse Pups redden een vliegend schuurtje                                  | Charles E. Bastien | Al Schwartz                       | 5 november 2021   | 20 november 2021  | 816           |
| 199a     | 17a        | Pups Save a Box Fort Pups redden een huis van karton                                             | Charles E. Bastien | Sean Jara                         | 20 mei 2022       | 27 november 2021  | 817           |
| 199b     | 17b        | Pups Save Travelin' Travis from Really Big Bill! Pups redden Toerende Travis van Grote Grootbek! | Charles E. Bastien | Andrew Guerdat en Steven Sullivan | 20 mei 2022       | 27 november 2021  | 817           |
| 200      | 18         | Rescue Knights: Pups Save a Dozing Dragon Beschermidders: Pups redden een duttende draak         | Charles E. Bastien | Michael Stokes                    | 8 april 2022      | 4 december 2021   | 818           |
| 201a     | 19a        | Rescue Knights: Pups Save a Tournament Beschermidders: Pups redden een toernooi                  | Charles E. Bastien | Louise Moon                       | 4 maart 2022      | 11 december 2021  | 819           |
| 201b     | 19b        | Rescue Knights: Pups Save the Baby Dragons Beschermidders: Pups redden de babydraken             | Charles E. Bastien | Sean Jara                         | 4 maart 2022      | 11 december 2021  | 819           |
| 202a     | 20a        | Rescue Knights: Pups Break the Ice Beschermidders: Pups breken het ijs                           | Charles E. Bastien | Clark Stubbs                      | 4 februari 2022   | 18 december 2021  | 820           |
| 202b     | 20b        | Rescue Knights: Pups Save Excalibark Beschermidders: Pups redden Excaliblaf                      | Charles E. Bastien | Robin J. Stein                    | 4 februari 2022   | 18 december 2021  | 820           |
| 203a     | 21a        | Pups Go Dancing with Luke Stars! Dansen met Luke Stars                                           | Charles E. Bastien | Jeffrey Duteil                    | 15 april 2022     | 19 februari 2022  | 821           |
| 203b     | 21b        | Pups Save a Mischievous Octopus Pups redden een ondeugende octopus                               | Charles E. Bastien | Patrick Rieger                    | 15 april 2022     | 19 februari 2022  | 821           |
| 204a     | 22a        | Pups Save the Kitties and the Kiddies Pups redden de kittens en de kids                          | Charles E. Bastien | Andrew Guerdat en Steven Sullivan | 13 mei 2022       | 26 februari 2022  | 822           |
| 204b     | 22b        | Pups Save a Greenhouse Pups redden een kas                                                       | Charles E. Bastien | Liam Farrell                      | 13 mei 2022       | 26 februari 2022  | 822           |
| 205a     | 23a        | Pups Save the Floating Goodways Pups redden de drijvende Goodways                                | Charles E. Bastien | Michael Stokes                    | 3 juni 2022       | 5 maart 2022      | 823           |
| 205b     | 23b        | Pups Save the Portable Pet Wash Pups redden de dierenwasmobiel                                   | Charles E. Bastien | Clark Stubbs                      | 3 juni 2022       | 5 maart 2022      | 823           |
| 206a     | 24a        | Pups Save a Lonesome Walrus Pups redden een eenzame walrus                                       | Charles E. Bastien | Andrew Guerdat en Steven Sullivan | 6 mei 2022        | 12 maart 2022     | 824           |
| 206b     | 24b        | Pups Save the Hummy Gummies Pups redden de Hummie-gummies                                        | Charles E. Bastien | Al Schwartz                       | 6 mei 2022        | 12 maart 2022     | 824           |
| 207a     | 25a        | Cat Pack/PAW Patrol Rescue: Rubble and Wild and a Yarn Ball! Rubble en Wild en een bolletje wol  | Charles E. Bastien | Jeffrey Duteil                    | 8 juli 2022       | 16 april 2022     | 825           |
| 207b     | 25b        | Cat Pack/PAW Patrol Rescue: Skye and Rory Flip It Skye en Rory doen salto's                      | Charles E. Bastien | Michael Stokes                    | 15 juli 2022      | 23 april 2022     | 825           |
| 207c     | 25c        | Cat Pack/PAW Patrol Rescue: Marshall, Leo and a Ferris Wheel Marshall, Leo en een reuzenrad      | Charles E. Bastien | Jeffrey Duteil                    | 22 juli 2022      | 30 april 2022     | 825           |
| 207d     | 25d        | Cat Pack/PAW Patrol Rescue: Everest, Shade and the Mountain Goat Everest, Shade en de berggeit   | Charles E. Bastien | Louise Moon                       | 29 juli 2022      | 6 mei 2022        | 825           |
| 208a     | 26a        | Pups Stop a Big Leak Pups helpen met 'n flinke lekkage                                           | Charles E. Bastien | Andrew Guerdat en Steven Sullivan | 21 april 2023     | 7 mei 2022        | 826           |
| 208b     | 26b        | Pups Save a Baby Anteater Pups redden een kleine miereneter                                      | Charles E. Bastien | Robin J. Stein                    | 21 april 2023     | 7 mei 2022        | 826           |
| 208c     | 26c        | Pups Save a Hatch Day Pups redden een uitkomdag                                                  | Charles E. Bastien | Sean Jara                         | 21 april 2023     | 7 mei 2022        | 826           |
| 208d     | 26d        | Pups Save the Munchie Mobile Pups redden de snackmobiel                                          | Charles E. Bastien | James Backshall                   | 21 april 2023     | 7 mei 2022        | 826           |

### Seizoen 9 (2022–2023)
| Nr.      | Nr.        | Titel (Nederlandse titel)                                                                              | Regisseur          | Schrijver(s)                      | Uitzenddatum      | Uitzenddatum      | Productiecode |
| In serie | In seizoen | Titel (Nederlandse titel)                                                                              | Regisseur          | Schrijver(s)                      | Verenigde Staten  | Canada            | Productiecode |
| -------- | ---------- | --- | ------------------ | --------------------------------- | ----------------- | ----------------- | ------------- |
| 209a     | 1a         | Liberty Makes a New Friend Liberty maakt een nieuw vriendje                                            | Charles E. Bastien | Andrew Guerdat en Steven Sullivan | 25 maart 2022     | 14 mei 2022       | 901           |
| 209b     | 1b         | Pups Save the Pup Pup Boogie Contest Pups redden de Pup Pup Boogie wedstrijd                           | Charles E. Bastien | Robin J. Stein                    | 25 maart 2022     | 14 mei 2022       | 901           |
| 210      | 2          | Pups Meet the Cat Pack Pups ontmoeten het Cat Pack                                                     | Charles E. Bastien | Michael Stokes                    | 24 juni 2022      | 28 mei 2022       | 902           |
| 211a     | 3a         | Cat Pack/PAW Patrol Rescue: Rocket Rescuers Cat Pack/PAW Patrol-redding: Raketredders                  | Charles E. Bastien | Andrew Guerdat en Steven Sullivan | 24 juni 2022      | 11 juni 2022      | 903           |
| 211b     | 3b         | Cat Pack/PAW Patrol Rescue: The Golden Lion Mask Cat Pack/PAW Patrol-redding: Het gouden leeuwenmasker | Charles E. Bastien | Louise Moon                       | 24 juni 2022      | 11 juni 2022      | 903           |
| 212a     | 4a         | Cat Pack/PAW Patrol Rescue: The Cat That Roared Cat Pack/PAW Patrol-redding: De kat die brulde         | Charles E. Bastien | Michael Stokes                    | 24 juni 2022      | 25 juni 2022      | 904           |
| 212b     | 4b         | Cat Pack/PAW Patrol Rescue: Saving the Safe Cat Pack/PAW Patrol-redding: De kluis redden               | Charles E. Bastien | Michael Stokes                    | 24 juni 2022      | 25 juni 2022      | 904           |
| 213a     | 5a         | Pups Save a Humdinger Doll Pups redden een Humdingerpop                                                | Charles E. Bastien | Sean Jara                         | 23 september 2022 | 9 juli 2022       | 905           |
| 213b     | 5b         | Pups Save a Sand Sculpture Contest Pups redden een zandsculptuurwedstrijd                              | Charles E. Bastien | Allen Markuze                     | 23 september 2022 | 9 juli 2022       | 905           |
| 214      | 6          | Big Truck Pups: Pups Stop a Flood Grote truck-pups stoppen een overstroming                            | Charles E. Bastien | Andrew Guerdat en Steven Sullivan | 9 september 2022  | 23 juli 2022      | 906           |
| 215a     | 7a         | Pups Save the Tooth Fairy Pups redden de tandenfee                                                     | Charles E. Bastien | Sean Jara                         | 4 november 2022   | 6 augustus 2022   | 907           |
| 215b     | 7b         | Pups Solve the Mystery of the Missing Art Pups lossen het mysterie van de verdwenen kunst op           | Charles E. Bastien | Jeffrey Duteil                    | 4 november 2022   | 6 augustus 2022   | 907           |
| 216a     | 8a         | Pups Save the Hatchlings Pups redden de kuikens                                                        | Charles E. Bastien | Robin J. Stein                    | 7 april 2023      | 13 augustus 2022  | 908           |
| 216b     | 8b         | Pups Save a Wrongway Farmhand Pups redden een onhandige helper                                         | Charles E. Bastien | Andrew Guerdat en Steven Sullivan | 7 april 2023      | 13 augustus 2022  | 908           |
| 217      | 9          | Big Truck Pups: Pups Save the Bridge Grote truck-pups redden de brug                                   | Charles E. Bastien | Sean Jara                         | 21 november 2022  | 20 augustus 2022  | 909           |
| 218a     | 10a        | Big Truck Pups: Pups Save a Sliding Chalet Grote truck-pups redden een glijdend chalet                 | Charles E. Bastien | Clark Stubbs                      | 28 oktober 2022   | 27 augustus 2022  | 910           |
| 218b     | 10b        | Big Truck Pups: Pups Save a Really Big Dish Grote truck-pups redden een supergrote schotel             | Charles E. Bastien | Al Schwartz                       | 28 oktober 2022   | 27 augustus 2022  | 910           |
| 219a     | 11a        | Big Truck Pups: Pups Save the Swiped Speakers Grote truck-pups redden de gestolen speakers             | Charles E. Bastien | Jeffrey Duteil                    | 7 oktober 2022    | 3 september 2022  | 911           |
| 219b     | 11b        | Big Truck Pups: Pups Save the Big Big Pipes Grote truck-pups redden de grote grote buizen              | Charles E. Bastien | Louise Moon                       | 7 oktober 2022    | 3 september 2022  | 911           |
| 220a     | 12a        | Pups Stop the Return of Humsquatch Pups stoppen de terugkeer van de Humsquatch                         | Charles E. Bastien | Clark Stubbs                      | 21 oktober 2022   | 10 september 2022 | 912           |
| 220b     | 12b        | Pups Save a Lonely Ghost Pups redden een eenzaam spookje                                               | Charles E. Bastien | Michael Stokes                    | 21 oktober 2022   | 10 september 2022 | 912           |
| 221a     | 13a        | Mighty Pups, Super Paws: Pups Stop a Mighty Eel Megapups stoppen een mega aal                          | Charles E. Bastien | Michael Stokes                    | 26 december 2022  | 17 september 2022 | 913           |
| 221b     | 13b        | Mission PAW: Pups Save a Floating Royal Carriage Pups redden een drijvende koninklijke koets           | Charles E. Bastien | Robin J. Stein                    | 27 december 2022  | 17 september 2022 | 913           |
| 222      | 14         | Aqua Pups: Pups Save a Floating Castle Aquapups redden een drijvend kasteel                            | Charles E. Bastien | Andrew Guerdat en Steven Sullivan | 6 januari 2023    | 12 november 2022  | 914           |
| 223a     | 15a        | Dino Rescue: Pups Save a T-Rex Tyke Pups redden een T-rex kleintje                                     | Charles E. Bastien | Al Schwartz                       | 28 december 2022  | 26 november 2022  | 915           |
| 223b     | 15b        | Pups Save a Playful Elephant Calf Pups redden een speels olifantenkalf                                 | Charles E. Bastien | Michael Stokes                    | 29 december 2022  | 26 november 2022  | 915           |
| 224      | 16         | All Paws on Deck                                                                                       | Charles E. Bastien | Louise Moon                       | 24 april 2023     | 10 december 2022  | 916           |
| 225a     | 17a        | Pups Save Katie and Some Kitties Pups redden Katie en wat kittens                                      | Charles E. Bastien | Andrew Guerdat en Steven Sullivan | 17 februari 2023  | 24 december 2022  | 917           |
| 225b     | 17b        | Pups Save a Helo Humdinger Pups redden heli Humdinger                                                  | Charles E. Bastien | Michael Stokes                    | 17 februari 2023  | 24 december 2022  | 917           |
| 226      | 18         | Aqua Pups: Pups Save a Mer-race Aquapups redden een Meerrace                                           | Charles E. Bastien | Sean Jara                         | 20 januari 2023   | 25 december 2022  | 918           |
| 227a     | 19a        | Aqua Pups: Pups Save a Merdinger Aquapups redden een Meerdinger                                        | Charles E. Bastien | Jeffrey Duteil                    | 13 januari 2023   | 21 januari 2023   | 919           |
| 227b     | 19b        | Aqua Pups: Pups Save the Whale Patroller Aquapups redden de Walvispatroller                            | Charles E. Bastien | Robin J. Stein                    | 13 januari 2023   | 21 januari 2023   | 919           |
| 228a     | 20a        | Aqua Pups: Pups Save the Reef Aquapups redden het rif                                                  | Charles E. Bastien | Clark Stubbs                      | 23 januari 2023   | 4 februari 2023   | 920           |
| 228b     | 20b        | Aqua Pups: Pups Stop a Giant Squid Aquapups houden een reuzeninktvis tegen                             | Charles E. Bastien | Michael Stokes                    | 23 januari 2023   | 4 februari 2023   | 920           |
| 229a     | 21a        | Pups Save a Flamingo Dancer                                                                            | Charles E. Bastien | Louise Moon                       | 14 april 2023     | 18 februari 2023  | 921           |
| 229b     | 21b        | Pups Save a Mayor and Her Mini                                                                         | Charles E. Bastien | Andrew Guerdat en Steven Sullivan | 14 april 2023     | 18 februari 2023  | 921           |
| 230a     | 22a        | Pups Save a Trophy                                                                                     | Charles E. Bastien | Al Schwartz                       | 3 februari 2023   | 4 maart 2023      | 922           |
| 230b     | 22b        | Pups Save the Wind Trekkers                                                                            | Charles E. Bastien | Michael Stokes                    | 3 februari 2023   | 4 maart 2023      | 922           |
| 231a     | 23a        | Pups Save Alex's Feathery Friends                                                                      | Charles E. Bastien | Clark Stubbs                      | 10 februari 2023  | 18 maart 2023     | 923           |
| 231b     | 23b        | Pups Save a Puffy Mayor                                                                                | Charles E. Bastien | Sean Jara                         | 10 februari 2023  | 18 maart 2023     | 923           |
| 232a     | 24a        | Pups Save a Jukebox                                                                                    | Charles E. Bastien | Louise Moon                       | 24 februari 2023  | 8 april 2023      | 924           |
| 232b     | 24b        | Pups Save a Mayor on a Wire                                                                            | Charles E. Bastien | Robin J. Stein                    | 24 februari 2023  | 8 april 2023      | 924           |
| 233a     | 25a        | Pups Save the Baby Space Rocks                                                                         | Charles E. Bastien | Phillip Bastien                   | 25 maart 2022     | 15 april 2023     | 925           |
| 233b     | 25b        | Pups Save the Eddies and Emmys                                                                         | Charles E. Bastien | Jeffrey Duteil                    | 25 maart 2022     | 15 april 2023     | 925           |
| 234a     | 26a        | Charger Visits the Pups                                                                                | Charles E. Bastien | Michael Stokes                    | 31 juli 2023      | 22 april 2023     | 926           |
| 234b     | 26b        | Pups Save a Shiny Ride                                                                                 | Charles E. Bastien | Nabeel Arshad                     | 31 juli 2023      | 22 april 2023     | 926           |

### Seizoen 10 (2023–)
| Nr.      | Nr.        | Titel (Nederlandse titel)                   | Regisseur          | Schrijver(s)                      | Uitzenddatum     | Uitzenddatum     | Productiecode |
| In serie | In seizoen | Titel (Nederlandse titel)                   | Regisseur          | Schrijver(s)                      | Verenigde Staten | Canada           | Productiecode |
| -------- | ---------- | ------------------------------------------- | ------------------ | --------------------------------- | ---------------- | ---------------- | ------------- |
| 235a     | 1a         | Pups Save the Wacky Water Skiers            | Charles E. Bastien | Al Schwartz                       | 10 juli 2023     | 27 mei 2023      | 1001          |
| 235b     | 1b         | Pups Save the Mayor's Assistant             | Charles E. Bastien | Clark Stubbs                      | 10 juli 2023     | 27 mei 2023      | 1001          |
| 236a     | 2a         | Pups Save a High-flying Hen                 | Charles E. Bastien | Robin J. Stein                    | 24 juli 2023     | 10 juni 2023     | 1002          |
| 236b     | 2b         | Pups Save a Sloth                           | Charles E. Bastien | Louise Moon                       | 24 juli 2023     | 10 juni 2023     | 1002          |
| 237      | 3          | Jungle Pups: Pups Find a Hidden Jungle      | Charles E. Bastien | Andrew Guerdat en Steven Sullivan | 8 januari 2024   | 24 juni 2023     | 1003          |
| 238a     | 4a         | Pups Save a Windswept Polar Bear Cub        | Charles E. Bastien | Michael Stokes                    | 15 januari 2024  | 8 juli 2023      | 1004          |
| 238b     | 4b         | Pups Save a Drive-in                        | Charles E. Bastien | Sean Jara                         | 16 januari 2024  | 8 juli 2023      | 1004          |
| 239a     | 5a         | Pups Save Their Digi Tal Friends            | Charles E. Bastien | Andrew Guerdat en Steven Sullivan | 17 juli 2023     | 22 juli 2023     | 1005          |
| 239b     | 5b         | Pups Save the Rainbow                       | Charles E. Bastien | Jeffrey Duteil                    | 17 juli 2023     | 22 juli 2023     | 1005          |
| 240      | 6          | Jungle Pups: Pups Save the Big, Big Animals | Charles E. Bastien | Louise Moon                       | 9 januari 2024   | 5 augustus 2023  | 1006          |
| 241a     | 7a         | Jungle Pups: Pups Save the Meerkat Pirates  | Charles E. Bastien | Clark Stubbs                      | 10 januari 2024  | 12 augustus 2023 | 1007          |
| 241b     | 7b         | Jungle Pups: Pups Save a Hum-hippo          | Charles E. Bastien | Robin J. Stein                    | 10 januari 2024  | 12 augustus 2023 | 1007          |
| 242a     | 8a         | Jungle Pups: Pups Save a Golden Sweetie     | Charles E. Bastien | Louise Moon                       | 11 januari 2024  | 19 augustus 2023 | 1008          |
| 242b     | 8b         | Jungle Pups: Pups Save the Giant Ants       | Charles E. Bastien | Sean Jara                         | 11 januari 2024  | 19 augustus 2023 | 1008          |
| 243a     | 9a         | Pups Stop a Gold Finding Machine            | Charles E. Bastien | Michael Stokes                    | 31 oktober 2023  | 26 augustus 2023 | 1009          |
| 243b     | 9b         | Pups Help Mayor Humdinger Out of a Jam      | Charles E. Bastien | Al Schwartz                       | 1 november 2023  | 26 augustus 2023 | 1009          |
| 244a     | 10a        | Liberty's Mountain Rescue                   | Charles E. Bastien | Scott Gray                        | 2 november 2023  | 2 september 2023 | 1010          |
| 244b     | 10b        | Pups Save a Flying Farmer Yumi              | Charles E. Bastien | David Rosenberg                   | 2 november 2023  | 2 september 2023 | 1010          |
| 245a     | 11a        | Pups Stop the Falling Space Junk            | Charles E. Bastien | Andrew Guerdat en Steven Sullivan | 8 november 2023  | 9 september 2023 | 1011          |
| 245b     | 11b        | Pups Stop the Giant Cuckoo                  | Charles E. Bastien | Jeffrey Duteil                    | 9 november 2023  | 9 september 2023 | 1011          |
| 246a     | 12a        | Pups Save a Hum-ñata                        | Charles E. Bastien | Robin J. Stein                    | 15 november 2023 | 28 oktober 2023  | 1012          |
| 246b     | 12b        | Pups Stop the Foggy Skies                   | Charles E. Bastien | Mark Purdy                        | 16 november 2023 | 28 oktober 2023  | 1012          |
| 247      | 13         | Mighty Pups vs. the Mayor of the Universe   | Charles E. Bastien | Sean Jara                         | 30 oktober 2023  | 11 november 2023 | 1013          |
| 248a     | 14a        | Charger's Christmas Adventure               | Charles E. Bastien | Michael Stokes                    | 27 november 2023 | 25 november 2023 | 1014          |
| 248b     | 14b        | Pups Save Great Uncle Smiley's Cup          | Charles E. Bastien | Andrew Guerdat en Steven Sullivan | 28 november 2023 | 25 november 2023 | 1014          |
| 249a     | 15a        | Pups Save a Baby Caribou                    | Charles E. Bastien | Amir Agoora                       | 17 januari 2024  | 9 december 2023  | 1015          |
| 249b     | 15b        | Pups Save Luke and His Luke-alike           | Charles E. Bastien | Louise Moon                       | 18 januari 2024  | 9 december 2023  | 1015          |
| 250a     | 16a        | Mighty Pups vs. the Big Chill               | Charles E. Bastien | Robin J. Stein                    | 6 november 2023  | 23 december 2023 | 1016          |
| 250b     | 16b        | Mighty Pups vs. the Mighty Cheetah          | Charles E. Bastien | Mario López-Cordero               | 7 november 2023  | 23 december 2023 | 1016          |
| 251a     | 17a        | Mighty Pups Stop the Mighty Queen           | Charles E. Bastien | Miden Wood                        | 13 november 2023 |                  | 1017          |
| 251b     | 17b        | Mighty Pups Stop the Hiccups                | Charles E. Bastien | Morgan von Ancken                 | 14 november 2023 |                  | 1017          |
| 252a     | 18a        | Pups Save a Disappearing Flounder           |                    |                                   |                  |                  | 1018          |
| 252b     | 18b        | Pups Save Opposite Day                      |                    |                                   |                  |                  | 1018          |
| 253a     | 19a        | Pups Save the Elephant Spa                  |                    |                                   |                  |                  | 1019          |
| 253b     | 19b        | Pups Save an Underwater Otis                |                    |                                   |                  |                  | 1019          |
| 254a     | 20a        | Pups vs. the Hum-flectors                   |                    |                                   |                  |                  | 1020          |
| 254b     | 20b        | Pups Save a Capybara                        |                    |                                   |                  |                  | 1020          |
| 255a     | 21a        | Pups and Cats Save Humcatdingerman          |                    |                                   |                  |                  | 1021          |
| 255b     | 21b        | Pups Save a Turbot Tournament               |                    |                                   |                  |                  | 1021          |
| 256a     | 22a        | Pups Save a Talkative Mini Patrol           |                    |                                   |                  |                  | 1022          |
| 256b     | 22b        | Pups Save the History of Adventure Bay      |                    |                                   |                  |                  | 1022          |
| 257      | 23         | Rescue Wheels: Pups Save Adventure Bay      |                    |                                   |                  |                  | 1023          |
| 258a     | 24a        | Pups Save a Runaway Robot Chicken Purse     |                    |                                   |                  |                  | 1024          |
| 258b     | 24b        | Pups Save the Buggy Trekkers                |                    |                                   |                  |                  | 1024          |
| 259a     | 25a        | Pups Take in a Runaway Kitty                |                    |                                   |                  |                  | 1025          |
| 259b     | 25b        | Pups Save the Cheese Goat                   |                    |                                   |                  |                  | 1025          |
| 260      | 26         | Rescue Wheels: Pups vs. the Monster Mayor   |                    |                                   |                  |                  | 1026          |

### Speciale afleveringen
| Titel (Nederlandse titel)              | Regisseur          | Schrijver(s)                      | Uitzenddatum     | Uitzenddatum      |
| Titel (Nederlandse titel)              | Regisseur          | Schrijver(s)                      | Verenigde Staten | Canada            |
| -------------------------------------- | ------------------ | --------------------------------- | ---------------- | ----------------- |
| Mighty Pups                            | Charles E. Bastien | Andrew Guerdat en Steven Sullivan | 12 november 2018 | 6 oktober 2018    |
| Ready Race Rescue Klaar, racen, redden | Charles E. Bastien | Andrew Guerdat en Steven Sullivan | 11 november 2019 | 5 augustus 2019   |
| Jet to the Rescue                      | Charles E. Bastien | Louise Moon                       | 8 september 2020 | 25 september 2020 |

### Film
| Titel (Nederlandse titel)                 | Regisseur   | Schrijver(s)                             | Releasedatum     | Releasedatum     |
| Titel (Nederlandse titel)                 | Regisseur   | Schrijver(s)                             | Verenigde Staten | Canada           |
| ----------------------------------------- | ----------- | ---------------------------------------- | ---------------- | ---------------- |
| PAW Patrol: The Movie PAW Patrol: De Film | Cal Brunker | Bob Barlen, Cal Brunker en Billy Frolick | 20 augustus 2021 | 20 augustus 2021 |